# Hamburger Hafenarbeiterstreik 1896/97

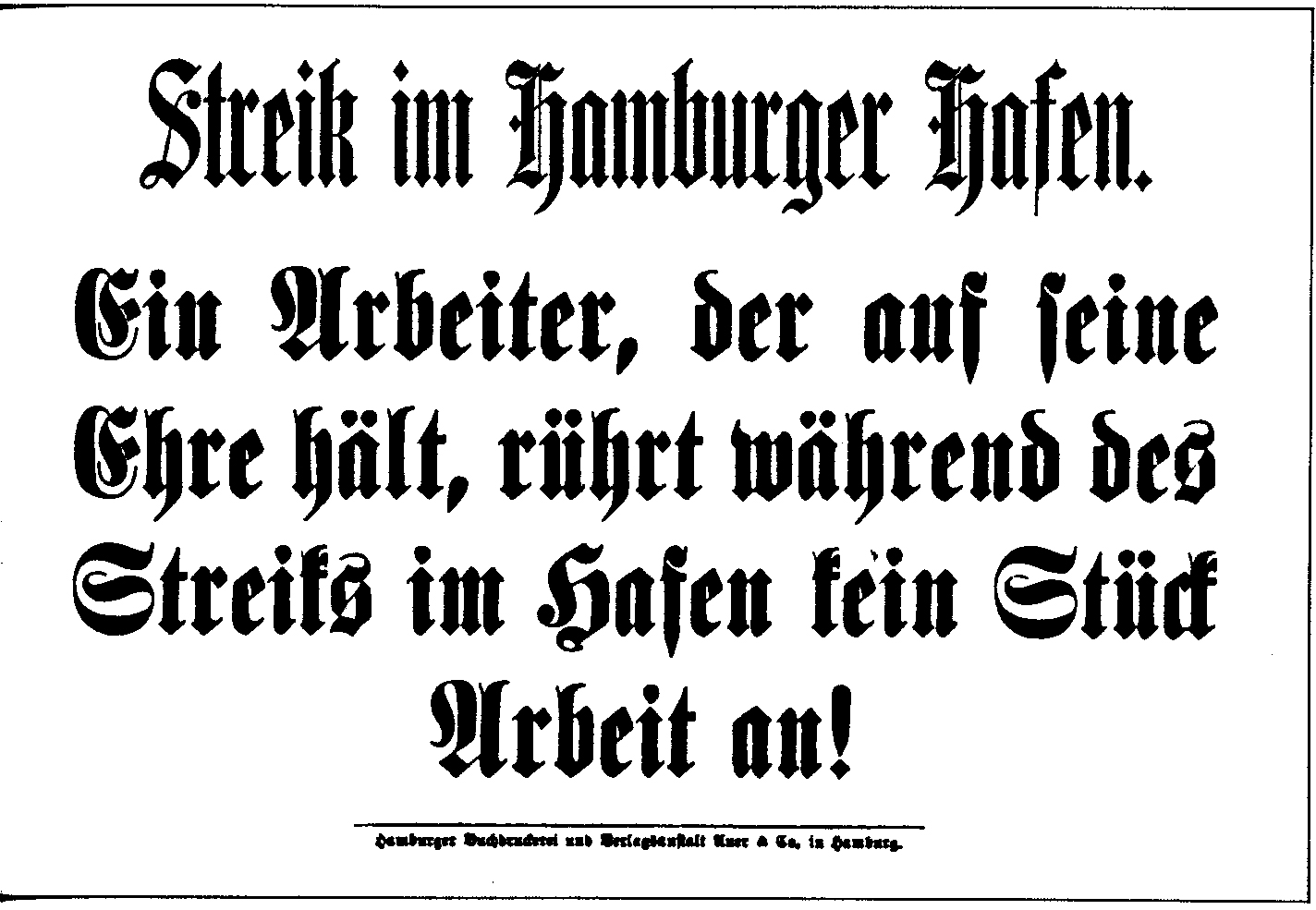
Streikaufruf in Form eines Handzettels.

Der Hamburger Hafenarbeiterstreik von 1896/97 gilt als einer der größten Arbeitskämpfe im Deutschen Kaiserreich. Er begann am 21. November 1896, dauerte elf Wochen, umfasste auf dem Höhepunkt fast 17.000 Arbeiter und endete am 6. Februar 1897 mit der vollständigen Niederlage der Streikenden. Die Auseinandersetzung hatte erhebliche Auswirkungen auf die Hamburger Wirtschaft und erregte auch außerhalb Deutschlands Aufsehen. Getragen wurde der Streik vor allem von Arbeitergruppen, die kaum gewerkschaftlich organisiert und deren Arbeitsverhältnisse durch Unstetigkeit gekennzeichnet waren. Ihnen standen gut organisierte Unternehmer gegenüber. Die Geschehnisse waren für Konservative und die Reichsregierung Anlass, zwei Jahre später mit der Zuchthausvorlage eine verstärkte Repressionspolitik gegenüber der Sozialdemokratie zu versuchen.

## Voraussetzungen und Vorgeschichte

### Bedeutung des Hamburger Hafens

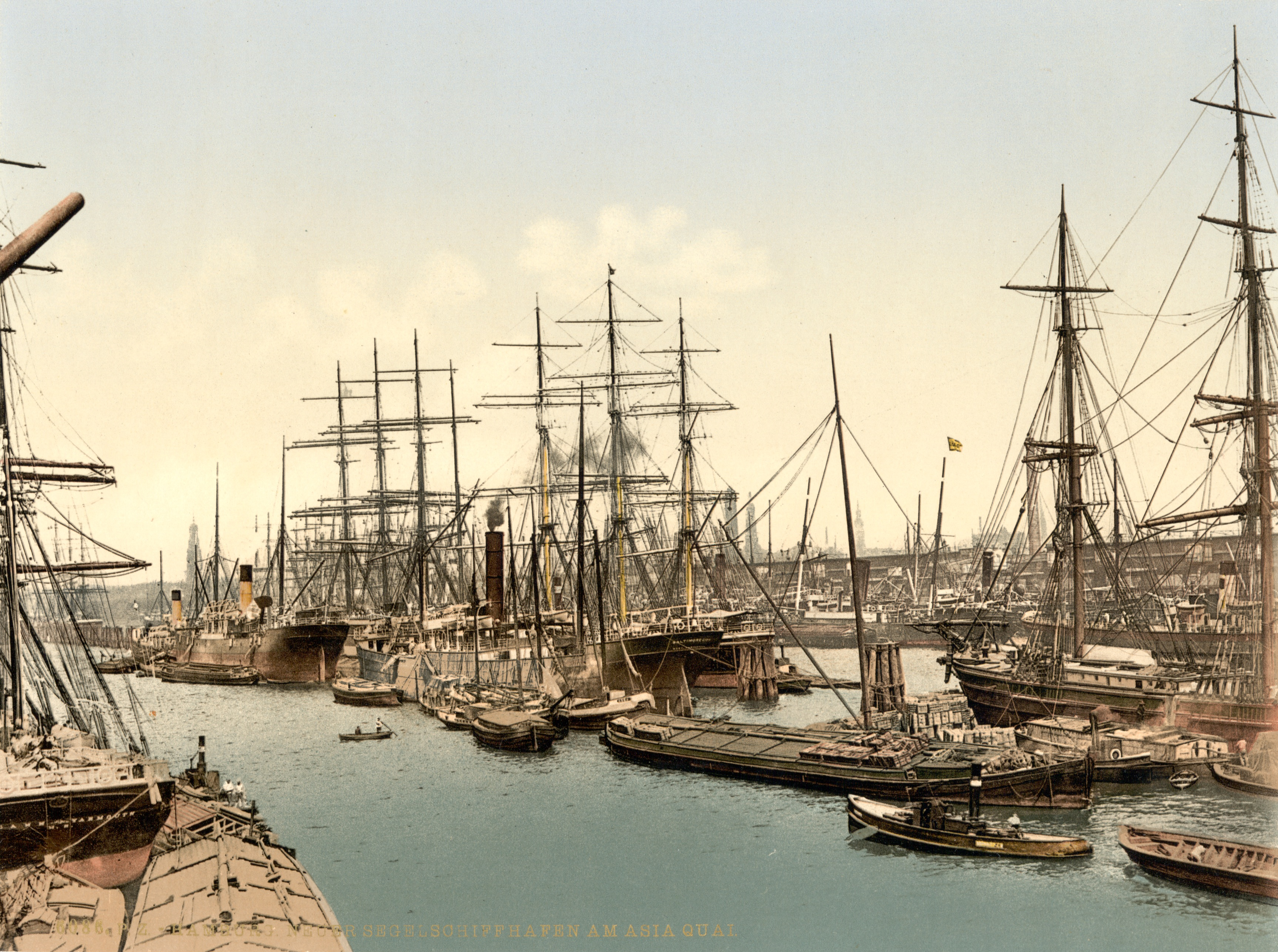
Hamburg: Segelschiffhafen am Asiakai (um 1890–1900)

Hamburg war seit Mitte des 19. Jahrhunderts das führende Handels- und Schifffahrtszentrum Deutschlands. Der Hafen der Stadt war dabei ihr wirtschaftlicher Mittelpunkt. In den Jahren von 1856 bis 1886 verdreifachte sich in Hamburg die Zahl der per Schiff importierten Güter, was vor allem an den intensivierten Handelsbeziehungen mit Lateinamerika lag, nachdem diese Region sich von Portugal und Spanien gelöst hatte. Hinzu kam die Auswanderung nach Amerika. Sie verbilligte die Frachtraten für den Warenverkehr von Amerika nach Hamburg, denn der Frachtraum für die Fahrten von Europa nach Amerika war genutzt und bezahlt.
Das Wirtschaftszentrum Hafen prägte auch die Hamburger Industrie, die stark auf den Export orientiert war. Die Produktion von Gütern mit hoher handwerklicher Qualität spielte hier eine größere Rolle als in Industrieregionen, in denen die Massengüterproduktion vorherrschte. Hinzu kam die Fertigung von Großgütern: den Schiffen auf den Hamburger Werften.
Die Wettbewerbsfähigkeit des Hamburger Hafens wuchs im Kaiserreich. Der Anteil des Hamburger Hafens am Schiffsverkehr in Deutschland, gemessen in Nettoregistertonnen, lag 1873 bei knapp 30 Prozent. Damit war Hamburg unangefochten die Nummer eins der deutschen Hafenstädte. Bremen/Bremerhaven folgte mit einem Anteil von fast 12 Prozent mit weitem Abstand. Hamburgs Anteil wuchs bis 1893 auf über 40 Prozent, um 1911 bei mehr als 44 Prozent anzukommen. Die Häfen an der Weser, immer noch auf Rang zwei, konnten ihren Anteil bis 1911 nur um einen halben Prozentpunkt verbessern. Der große Vorteil des Hamburger Hafens lag in seiner guten Anbindung an das Hinterland. Es gab ein ausgebautes System der Binnenwasser- und Schienenwege von und nach Hamburg. Dieses Hinterland reichte aus Hamburger Sicht über die deutschen Grenzen hinaus. Als Transitstation war der Hafen von großer Bedeutung auch für den Warenverkehr zwischen Teilen Mittel- und Osteuropas und der „Neuen Welt“. Insbesondere die Warenströme aus und nach Österreich-Ungarn, den Staaten des Balkans, Skandinavien und teilweise auch Russland liefen vielfach über Hamburg.
Die Hansestadt bezog einen Großteil ihrer wirtschaftlichen und politischen Kraft aus dem Hafen. Damit lag hier auch ein Potenzial für Verluste, insbesondere, wenn es in der Hafenwirtschaft – beispielsweise durch Streiks – zu Stockungen kam.

### Gewerkschaftliche Organisation
Hamburg war der Mittelpunkt der sozialistischen Gewerkschaftsbewegung in Deutschland. Die Stadt zählte 1890 84 Gewerkschaften, fast jede Arbeitergruppe hatte hier ihre eigene Organisation, die zusammen mehr als 30.000 Mitglieder vertraten. Ausdruck der herausgehobenen Stellung Hamburgs für die deutsche Gewerkschaftsbewegung war ferner der Umstand, dass die Generalkommission der Gewerkschaften Deutschlands ihren Sitz in der Hafenstadt hatte, ebenso eine Reihe von Zentralvorständen der Einzelverbände. Auch die Sozialdemokratische Partei Deutschlands (SPD) hatte die Elbstadt zu ihrer Hochburg ausgebaut. 1890 eroberte die Partei alle drei Hamburger Reichstagssitze und verteidigte sie bis zum Ende des Kaiserreichs. Allerdings lag 1896 eine schwere Niederlage der Hamburger Arbeiterbewegung nicht weit zurück. Sechs Jahre zuvor hatte es in einer Reihe von Ländern den Versuch gegeben, am 1. Mai die Einführung des Achtstundentages bzw. eine spürbare Arbeitszeitverkürzung zu erstreiken. In Deutschland konzentrierten sich diese Auseinandersetzungen bald auf die Elbmetropole. Die Streikenden sahen sich in den Hamburger Maikämpfen jedoch einem „hochgerüsteten und gut organisierten Unternehmerblock gegenüber, dessen Macht und Entschlossenheit kaum zu unterschätzen war“. Dieser Machtblock verweigerte Konzessionen und reagierte mit Massenaussperrungen und weiteren Sanktionen. Die Niederlage der Streikenden nach wochenlangen Kampfmaßnahmen führte zu einem erheblichen Mitgliederschwund der Hamburger Gewerkschaften.
Für diese Entwicklung der Mitgliederzahlen war zudem die sich eintrübende Konjunktur verantwortlich. Der 1891 neu gegründete zentrale Hafenarbeiterverband umfasste zwar alle Arbeitergruppen des Hamburger Hafens und zählte in jenem Jahr etwa 5000 Mitglieder, im Folgejahr waren in ihm jedoch nur noch 1800 Gewerkschafter vereint. Die Hamburger Choleraepidemie von 1892 war für diesen Rückgang mitverantwortlich. Ferner schlug 1892 die Gruppe der Schauerleute einen organisatorischen Sonderweg ein, sie trennte sich vom Zentralverband und gründete den Verein der in Hamburg beschäftigten Schauerleute von 1892, eine selbstständige, lokalistische Organisation. Kritik am Funktionärswesen, an zentralistischen Strukturen, an der Verwendung von Mitgliedsbeiträgen und an der Belastung der Einzelmitglieder durch regelmäßige Mitgliedsbeiträge waren die Gründe, die für die Abspaltung angeführt wurden.

### Unterschiede und Gemeinsamkeiten der Hafenarbeiter

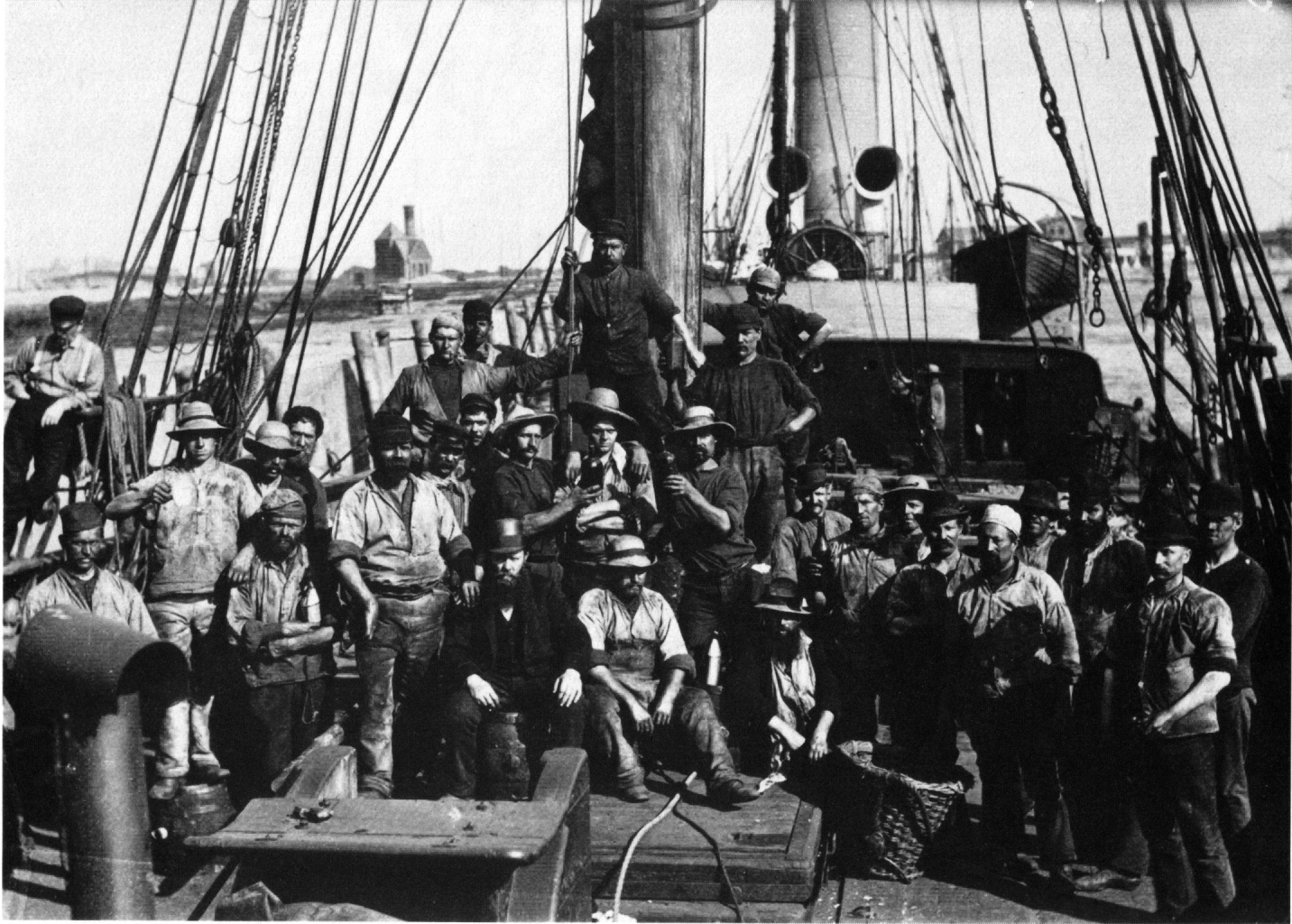
Schauerleute mit ihrem „Vizen“ (auf der Tonne sitzend). Das Foto zeigt sogenannte „schwarze Schauerleute“ – die Männer arbeiteten als Kohlenträger, zusammengestellt zu Gruppen von je sechs bis zwölf Mann und angeführt von einem Vizen, der die Funktion eines Vorarbeiters und zugleich die des verlängerten Arms des „Baas“ hatte, also des Unternehmers, der die Schauerleute beschäftigte. Foto von Johann Hamann, 1899.

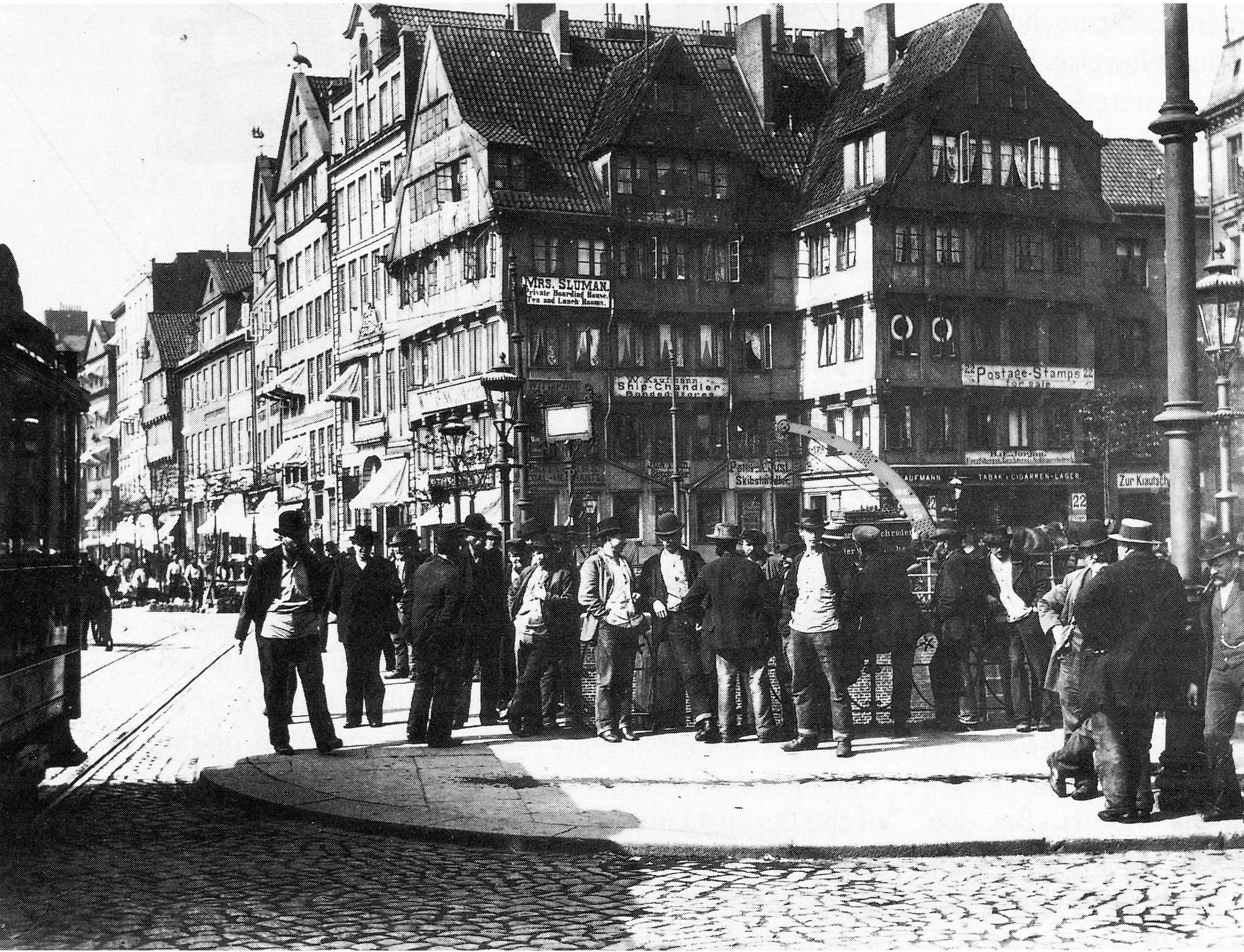
Auf Arbeit wartende Hafenarbeiter am Baumwall. Die Häuser im Hintergrund dienten als Herbergen für Seeleute und als Hafenkneipen. Foto von Johann Hamann, 1899.

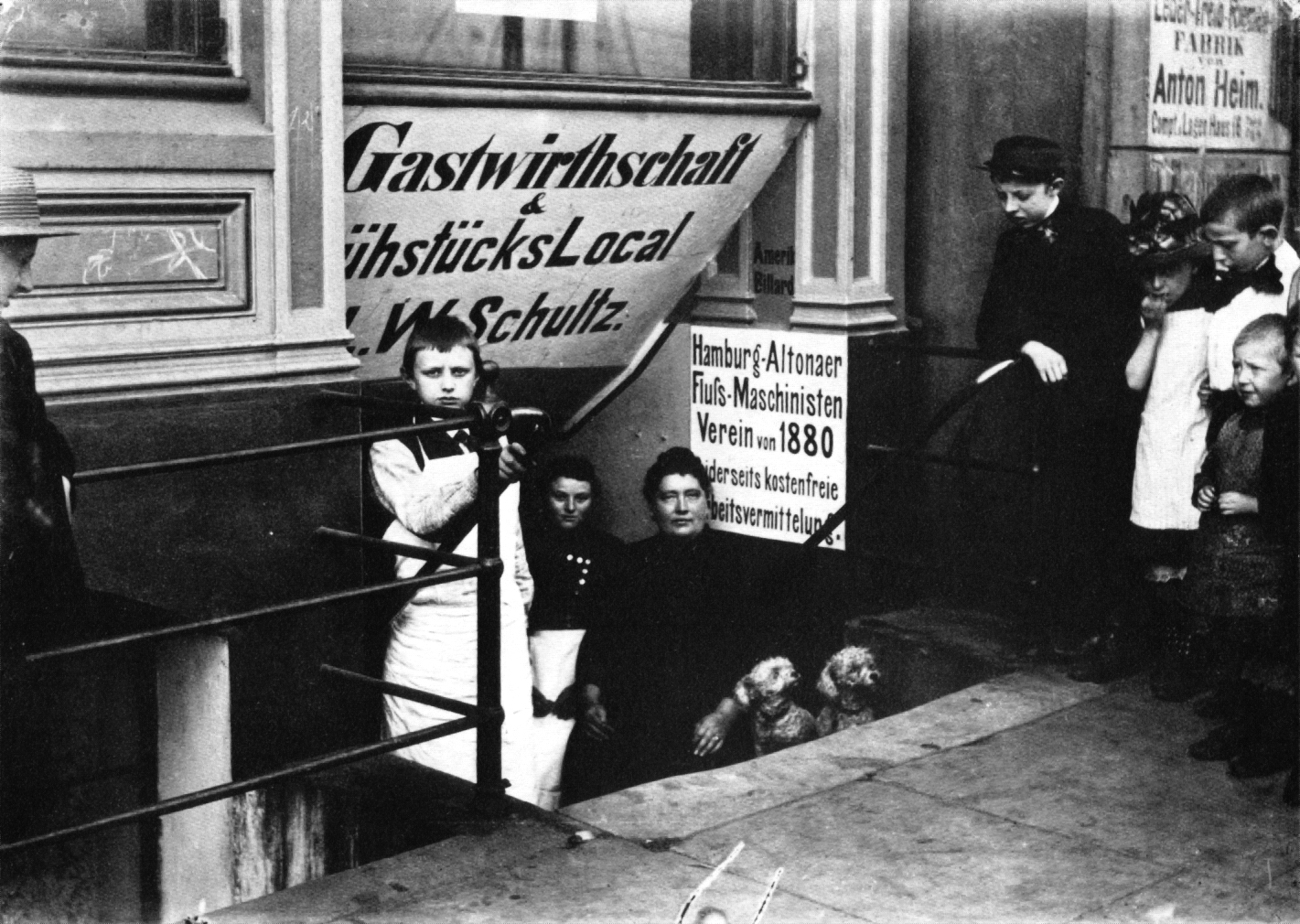
„Gastwirtschaft & FrühstücksLocal L.W. Schultz“ in der hafennahen Straße „An den Vorsetzen“. Diese Hafenkneipe diente wie viele andere als Arbeitsvermittlungsstelle, hier für den „Hamburg-Altonaer Fluß-Maschinisten Verein von 1880“. Foto von Johann Hamann, 1899.

Die Hafenarbeiterschaft war heterogen. Mindestens 15 verschiedene Berufsgruppen bildeten sich durch die unterschiedlichen Tätigkeiten heraus. Nach der größten Gruppe der Schauerleute fielen die Ewerführer zahlenmäßig ins Gewicht. Sie besorgten den Transport der Waren auf dem Wasserweg von und zu den Seeschiffen. Dazu dienten ihnen sogenannte Schuten. Obwohl sich die Bedeutung der Ewerführerei seit den 1860er Jahren verringerte, weil die Schiffe zunehmend nicht mehr „im Strom“, sondern an den neu gebauten Kais be- und entladen wurden, stellte dieses Gewerbe den wichtigsten Zweig der Hamburger Hafenschifffahrt. Selbst am Kai vertäute Schiffe wurden wasserseitig von Ewerführern gelöscht und beladen, damit die für Reeder unproduktive Liegezeit möglichst kurz blieb. Auch die Kaiarbeiter waren eine große Berufsgruppe. Ihre Verantwortung lag in der Verladung von Frachtgut aus den Schiffen in die Lagerhäuser an den Kais oder auf Fuhrwerke beziehungsweise in Eisenbahnwagen zum sofortigen Weitertransport. Speicherarbeiter bewegten die Waren in den Lagern und beluden die Schuten, die die Waren zu den Schiffen brachten. Neben diesen Berufsgruppen gab es weitere wie Kohlearbeiter, Getreidearbeiter, Kesselreiniger, Schiffsreiniger, Schiffsmaler und Maschinisten. Im weiteren Sinn kamen die etwa 13.000 in unterschiedliche Ränge und Berufe gegliederten Seeleute dazu, die in Hamburg wohnhaft waren.
Trotz dieser Binnendifferenzierung gab es eine Reihe von Gemeinsamkeiten. Oft waren die Arbeiter hohen körperlichen Belastungen ausgesetzt, vielfach in gesundheitsgefährdender und unfallträchtiger Umgebung. Die Arbeit wurde zu jeder Tages-, Nacht- und Jahreszeit verrichtet. Viele der Arbeiter kamen zudem aus dem Gängeviertel, einem beengten Wohngebiet in Hafennähe. Die große Mehrheit war ungelernt und kannte keine dauerhaften Arbeitsverhältnisse. Eine Ausnahme hiervon bildeten die Ewerführer und die Maschinisten, deren Tätigkeit eine mehrjährige Lehrzeit voraussetzte. Weitere Kennzeichen der Arbeit waren die extrem kurzen Beschäftigungsverhältnisse und die abrupten Wechsel zwischen Beschäftigungslosigkeit und tagelanger Arbeit ohne Unterbrechung, die in Spitzenzeiten bis zu 72 Stunden andauern konnte. Einzig die gelernten Kräfte und die Staatskaiarbeiter waren von diesen Wechselfällen unabhängig. Erschwerend kam das Fehlen einer geregelten, behördlich kontrollierten Arbeitsvermittlung hinzu. Die Anwerbung von Arbeitern fand häufig in Hafenkneipen statt, bis ins 20. Jahrhundert hinein die „eigentlichen Zentren der Arbeitsvermittlung“. Die Chance auf Beschäftigung war damit abhängig vom Verzehr und von der persönlichen Beziehung zu Wirten und Agenten. Reeder und Kaufleute wählten die im Hafen benötigten Arbeitskräfte nicht mehr selbst aus, sondern beauftragten damit Zwischenunternehmer, die sogenannten Baase und ihre Vorarbeiter, Vizen genannt. Daneben waren einige Unternehmerverbände in Hamburg dazu übergegangen, in Eigenregie Arbeitsnachweise einzurichten. Auf diese Weise hofften sie, missliebige Arbeiter konsequent von einer Beschäftigung ausschließen zu können. Das „Hamburger System“ der unternehmerdominierten Nachweise verbreitete sich von der Hansestadt ausgehend über ganz Deutschland. Diese Formen der Arbeitsvermittlung fanden in einem Arbeitsmarkt statt, der stets von einem deutlichen Überangebot an Arbeitskräften gekennzeichnet war. Ein weiteres verbindendes Merkmal der Arbeiterschaft war ihr geringer gewerkschaftlicher Organisationsgrad, der sich vor allem aus dem Fehlen einer einschlägigen Berufsausbildung und der hohen Fluktuation ergab. Aus der Unstetigkeit der Anstellungsverhältnisse resultierte zudem die vergleichsweise große Streikneigung der Hafenarbeiter. Sie hatten als Tagelöhner, sofern ein Streik auf wenige Tage begrenzt blieb, den Arbeitsplatzverlust und den Bezug regelmäßiger Einkommen nicht zu fürchten – im Unterschied zu Arbeitern in Dauerbeschäftigungsverhältnissen. Zur relativ hohen Streikneigung trug der geringe Einfluss der Gewerkschaften bei, die den Streik als Ultima Ratio betrachteten und ihm einen langen und komplizierten innergewerkschaftlichen Entscheidungsprozess voranstellten.

### Gesunkener Lebensstandard
Die Lohnvereinbarungen für den Hamburger Hafen stammten überwiegend aus den 1880er Jahren. Erhöhungen gab es danach kaum, häufiger dagegen Absenkungen. Das Arbeitstempo hatte sich seither erhöht, ebenso die Lebenshaltungskosten. Der Zollanschluss Hamburgs hatte 1888 zu einer Reihe von teils massiven Preiserhöhungen geführt. Der im selben Jahr geschaffene Freihafen führte zum Abriss hafennaher Wohnungen, die Grundstücke sollten nun als Industrie- und Gewerbeflächen dienen. Wohnungen von etwa 24.000 Menschen verschwanden. Die Mieten für die verbliebenen Wohnungen in Hafennähe stiegen drastisch an. Eine große Zahl der im Hafen Beschäftigten musste sich in entfernten Stadtteilen wie zum Beispiel Eimsbüttel, Winterhude, Barmbek, Hamm, oder Billwerder Wohnraum suchen. Durchweg waren auch dort höhere Mieten zu zahlen, zudem wurden die Wegezeiten zum Hafen deutlich länger.

## Verlauf

### Prolog
Die Chance einer Verbesserung der Einkommenssituation ergab sich erst, als die Konjunktur im Frühjahr 1896 deutlich anzog. Die Arbeitslosigkeit nahm spürbar ab, die Zahl der Gewerkschaftsmitglieder stieg, die Frachtsätze verdoppelten sich, zeitgenössische Beobachter sprachen im August von einem regelrechten Getreideboom, der dazu führte, dass viele Schiffe sich im Hafen drängten. Die Bilanzen der Reeder wiesen erhebliche Gewinne aus. Die Akkord-Schauerleute reagierten im September und Oktober auf die verbesserten ökonomischen Rahmenbedingungen mit zwei kurzen Streiks, die für sie jeweils siegreich endeten. Organisiert wurden die Streiks von der lokalistischen Gewerkschaft Verein der Schauerleute von 1892 unter Vorsitz von Johann Döring. Auch andere Hafenarbeitergruppen waren in diesen zwei Monaten mit Lohnstreiks erfolgreich, so die Kohlearbeiter, die Getreidearbeiter, die Kaiarbeiter und eine Teilgruppe der Schiffsreiniger.
Die angespannte Situation verschärfte sich durch die Verhaftung und Ausweisung des auch in Deutschland bekannten englischen Hafenarbeiterführers Tom Mann, der Mitte September 1896 in Hamburg und Altona für die gewerkschaftliche Organisation der Hafenarbeiter werben wollte. Adolph von Elm, Hamburger Gewerkschaftsführer und Reichstagsabgeordneter, der eigentlich die Rede Manns übersetzen sollte, sprang als Redner ein und berichtet über die Verhaftung. Diese von dem Hamburger Polizeisenator Gerhard Hachmann veranlasste Maßnahme wurde auch in weiten Kreisen der unorganisierten Hafenarbeiterschaft als unzulässige und ehrverletzende Einschränkung der Koalitionsfreiheit empfunden. Im Ergebnis erzeugte die Ausweisung das Gegenteil ihrer Absicht: Veranstaltungen, die die Behandlung Manns zum Thema hatten, waren sehr gut besucht, auf ihnen wurden bald auch Lohn- und Arbeitsbedingungen diskutiert. Gelegentlich forderten Redner sogar dazu auf, die Niederlage von 1890 auszumerzen.

### Beginn und Ausdehnung des Streiks
Der zentralistische Hafenarbeiterverband verhielt sich Streikaktionen gegenüber reserviert, die Führer dieses Verbandes hielten den gewerkschaftlichen Organisationsgrad für zu gering, um erfolgreich Streiks durchführen zu können. Zudem fürchteten sie ein Heer von Streikbrechern, weil saisonal bedingte Entlassung von Arbeitskräften der Landwirtschaft und des Baugewerbes bevorstanden. Noch am 12. November 1896 lehnte eine Versammlung von Verbandsmitgliedern eine Solidarisierung mit streikwilligen Stückgut-Schauerleuten ab. Vier Tage später allerdings kippte die Stimmung. Auf einer weiteren Versammlung sprach sich die Mehrheit der Anwesenden gegen den Rat aller Gewerkschaftsfunktionäre für eine Unterstützung der Stückgut-Schauerleute aus. Nach weiteren vier Tagen, am 20. November, wurde der große Streik beschlossen, der in die Geschichte als Hamburger Hafenarbeiterstreik eingegangen ist: Mit überwältigender Mehrheit entschlossen sich auch die Mitglieder des Hafenarbeiterverbands für einen Ausstand ab dem 21. November. Die Unternehmer hatten zuvor zwar ihr Einverständnis zu einer generellen Erhöhung der Löhne signalisiert. Zugleich aber wollten sie die Zuschläge senken, die beim Umgang mit gesundheitsschädlichem Gut gezahlt wurden. Dass der Streik sich zu einem mehrwöchigen Arbeitskampf auswachsen würde, damit rechnete zu diesem Zeitpunkt niemand. Allgemein wurde eine Streikdauer von acht bis 14 Tagen angenommen.
Am 21. November 1896 stellten fast alle Schauerleute die Arbeit ein. Die anderen im Hafen beschäftigten Arbeitergruppen begannen in den nächsten Tagen ebenfalls mit Streiks und erhoben Forderungen, die von den Unternehmern strikt abgelehnt wurden. Diese fielen bei den einzelnen Arbeitergruppen unterschiedlich aus. Sie lassen sich im Wesentlichen in solche gliedern, die sich auf den Grundlohn, auf Lohnzuschläge und auf die Arbeitszeit bezogen. Hinzu kann das Eintreten für eine tarifvertragliche Regelung der Arbeitsbedingungen – die Gewerkschaften galten den Unternehmern 1896 keineswegs als Verhandlungspartner in diesen Fragen. Auch die Ausschaltung der Baasen wurde gefordert. Die abschlägigen Antworten der Unternehmer beschleunigten die Ausstandswelle. Ende November wurden mehr als 8.700 Streikende gezählt. Am 4. Dezember waren es bereits fast 12.000. Am 9. Dezember lag diese Zahl bei 14.500, am 21. Dezember bei mehr als 16.400.

### Organisation des Streiks

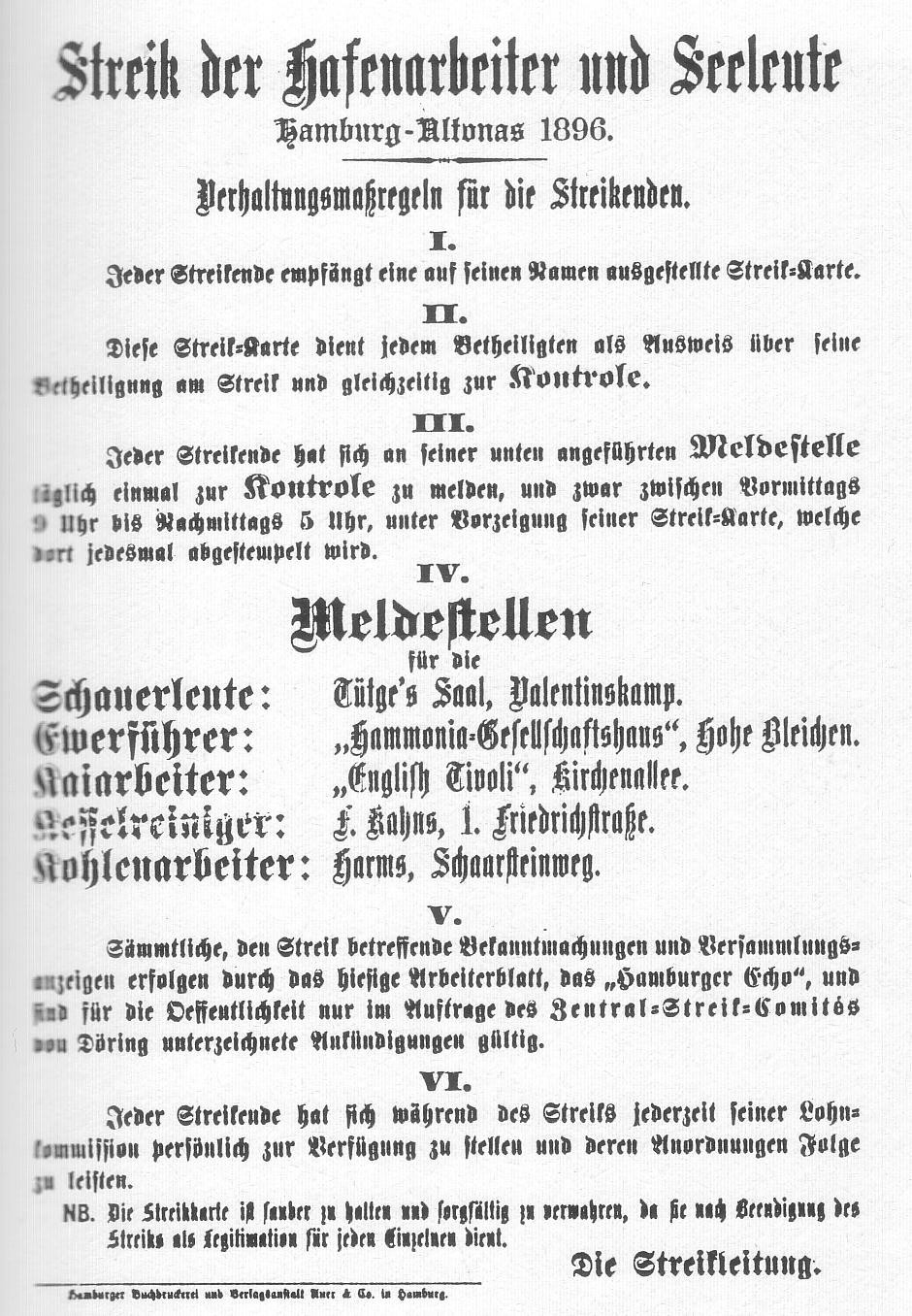
Flugblatt vom November 1896 mit Anweisungen zum Verhalten und zur Bedeutung der Streikkarten.

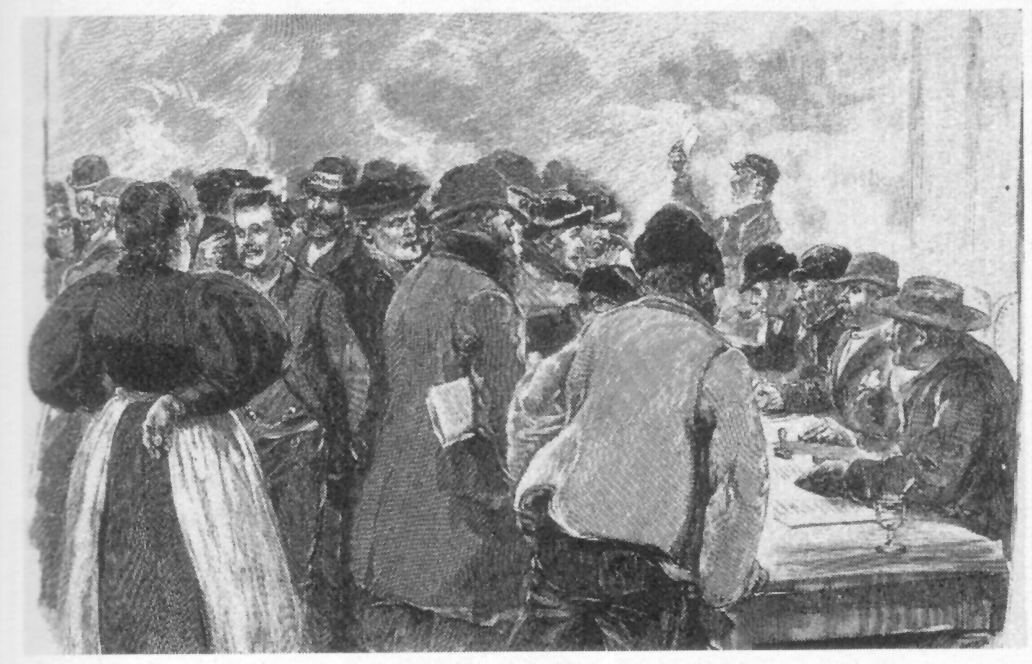
Abstempeln der Streikkarten, Holzstich von Emil Limmer.

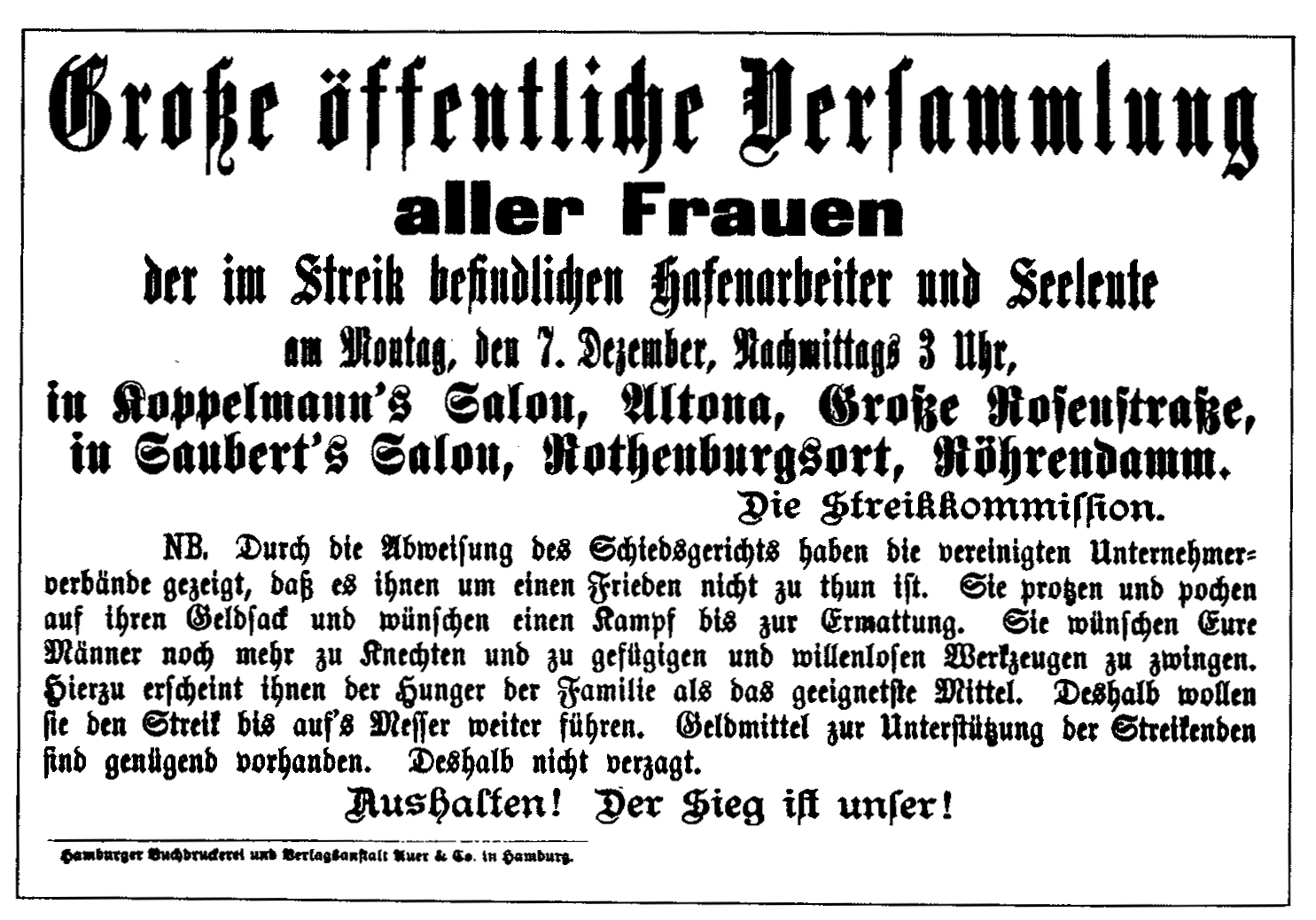
Frauen von Hafenarbeitern wurden zu gesonderten Versammlungen aufgerufen. Hier ein entsprechender Handzettel von Anfang Dezember 1896 für Zusammenkünfte in Altona und Rothenburgsort.

Die einzelnen Berufsgruppen wählten Streikkommissionen, die in einem etwa 70-köpfigen Zentral-Streikkomitee zusammentraten. Diesem Komitee stand ein fünfköpfiger Vorstand vor, Vorsitzender dieses Lenkungsgremiums wurde der Lokalist Döring. Vertreter des Hamburger Gewerkschaftskartells, also der lokalen gewerkschaftlichen Dachorganisation, waren anfangs nicht beteiligt, ebenso wenig Vertreter der SPD. Allerdings traten sie hinzu, als erste Schlichtungsversuche unternommen wurden. Zu diesen prominenten Arbeiterführern gehörten Carl Legien, Hermann Molkenbuhr, Karl Frohme und Adolph von Elm. Jeder Streikende erhielt eine Streikkarte, die täglich abzustempeln war. Streikposten wurden im Hafen verteilt, um für die konsequente Durchführung des Streiks zu sorgen. Zugleich wurden Barkassen gechartert, um Streifenfahrten durchführen zu können.
Entscheidend für die Streikintensität wurde die Organisation von Unterstützungsgeldern. Die finanziellen Mittel des Hafenarbeiterverbands reichten nicht aus, um einen Streik lange aufrechterhalten zu können, noch weniger waren dazu die Mittel der lokalistischen Organisation der Schauerleute angetan. Obwohl das Gewerkschaftskartell bei der Ausrufung des Streiks nicht beteiligt war und in den folgenden Wochen stets auf eine Eingrenzung und Dämpfung des Konflikts hinarbeitete, erkannte es den Ausstand am 27. November an. Es bat die übrigen Gewerkschaften um finanzielle Unterstützungsaktionen. Diese Maßnahmen beschränkten sich nicht auf die Hansestadt, vielmehr wurden reichsweit Spenden akquiriert. Die Unterstützung der Streikenden erreichte dabei ein in Deutschland bis dahin nie erreichtes Niveau. Selbst aus dem Ausland trafen Spendengelder ein, wenngleich in nur begrenztem Umfang – viele Hafenarbeitergewerkschaften des Auslands waren über den Ausbruch des Streiks in Hamburg wenig erfreut. Sie fürchteten, die Entwicklung der internationalen Hafenarbeiterbewegung könne Schaden nehmen. Nicht allein im Sozialmilieu der Arbeiter waren diese Aufrufe erfolgreich. Auch viele kleine Ladenbesitzer unterstützten den Streik, weil Hafenarbeiter den Großteil ihrer Kundschaft stellten. In gleicher Weise ergriffen die „fliegenden Händler“ Partei, die vom Verkauf ihrer Waren auf Barkassen und im Hafengelände lebten. Sie hatten sich bereits am 25. November mit den Streikenden solidarisch erklärt. Sogar der bürgerliche Nationalsoziale Verein bekundete seine Solidarität mit den Hafenarbeitern und organisierte unter seinen Anhängern eine Geldsammlung, die insgesamt 10.600 Mark einbrachte. Die Aufrufe zur finanziellen Solidarität führten dazu, dass ab dem 2. Dezember 1896 jedem Streikenden ein Streikgeld von 8 Mark wöchentlich gezahlt werden konnte, für Ehepartner sowie für jedes Kind gab es einen Aufschlag von je einer Mark. Diese Unterstützungssätze konnten im Verlauf des Streiks zweimal erhöht werden. Für die Dauer des Streiks war von Bedeutung, dass die Höhe der Streikgelder die Unterstützungssätze der öffentlichen Armenanstalt überstieg. Trotzdem war das Streikgeld nicht üppig, wie ein Vergleich mit den Tagelöhnern zeigt. Diese lagen damals zwischen 2 Mark für Kesselreiniger und 4,20 Mark für Schauerleute.
Ein weiterer Faktor für die Organisation des Streiks war die gezielte Ansprache der Frauen auf eigens dafür organisierten Massenveranstaltungen. Innerfamiliäre Konflikte und damit ein Abbröckeln der Streikfront sollten auf diese Weise verhindert werden. Diese Taktik war im Zuge von Arbeitskämpfen noch relativ jung und hat sich aus Funktionärssicht rückblickend bewährt. Luise Zietz, die selbst auf Versammlungen von Hafenarbeiter-Frauen agitiert hatte, lobte sie auf dem SPD-Parteitag, der im Oktober 1897 in Hamburg stattfand.

### Reaktionen im Unternehmerlager
Die Antwort der Unternehmer wurde nicht in erster Linie von den direkt betroffenen Arbeitgebern bestimmt, also den Baasen und Reedern. Sie war stattdessen geprägt von der Politik des lokalen Arbeitgeberverbands (Arbeitgeberverband Hamburg-Altona), der vier Jahre zuvor gegründet worden war. Innerhalb dieses Verbands spekulierten die entscheidenden Akteure auf einen raschen Zusammenbruch des Streiks, denn sie kannten die Finanzschwäche der zuständigen Berufsgewerkschaften sehr genau. Aus diesem Grund wurden die Forderungen der Streikenden strikt abgelehnt. Selbst als finanziell stark betroffene Reeder auf eine Lockerung der ablehnenden Politik drängten, konnten sie sich nicht durchsetzen. Auf der Arbeitgeberseite übernahm Hermann Blohm, Chef der Werft Blohm + Voss, die Führung und erklärte die Auseinandersetzung zur grundsätzlichen Machtfrage. Sein Ziel war nicht die Beilegung des Konflikts, sondern der bedingungslose Sieg. Die Gewerkschaften dürften niemals als Verhandlungspartner anerkannt werden.
Um den Betrieb im Hafen notdürftig aufrechtzuerhalten und um die Kampfkraft der Streikenden zu unterlaufen, warben die Unternehmer im In- und Ausland Streikbrecher an. Am 7. Dezember 1896 waren etwa 2000 im Hafen tätig. Ihre Ziele erreichten die Arbeitgeber damit nur eingeschränkt: Manche der Angeworbenen wurden von den Streikenden mit Gewalt an der Arbeitsaufnahme gehindert – so hielten Arbeiter der Woermann-Linie 39 Streikbrecher aus Magdeburg mehrere Tage an Bord der Lothar Bohlen fest; andere ließen sich durch die Argumente der Streikposten von der Arbeitsaufnahme abhalten. Die Arbeitsproduktivität der Angeworbenen war zudem deutlich geringer, denn sie waren mit den Handgriffen der Hafenarbeit kaum vertraut. Albert Ballin, Direktor der Hamburg-Amerikanischen Packetfahrt-Actien-Gesellschaft (HAPAG), hielt nur die Hälfte der in seinem Unternehmen beschäftigten Aushilfskräfte für brauchbar. Auf den Kaianlagen und in den Schuppen herrschten deshalb chaotische Zustände. Die Zahl der auf Be- und Entladung wartenden Schiffe nahm stetig zu. Die Folgen für andere Wirtschaftszweige waren erheblich, denn es fehlte nun an Rohstoffen und Vorprodukten, die sich in den Schiffen, auf den Kaianlagen und in Schuppen stapelten. Von überallher liefen Beschwerden wegen Lieferverzugs ein.

### Solidarität mit den Unternehmern
Kaiser Wilhelm II. war der prominenteste Fürsprecher einer kompromisslosen Politik gegenüber den Streikenden. Er besuchte am 27. November 1896 Alfred von Waldersee, der im benachbarten Altona als Kommandierender General das IX. Armee-Korps befehligte. Der Kaiser wünschte ein „energisches Eingreifen“ und ermunterte seinen General vor der Abreise: „Fassen Sie nur ordentlich zu, auch ohne anzufragen.“ Wenige Tage später instruierte er den preußischen Justizminister Karl von Schönstedt, staatsanwaltliche Ermittlungen gegen sozialdemokratische Abgeordnete einzuleiten, die in Hafenstädten Solidaritätsmaßnahmen mit den Streikenden in Hamburg organisiert hatten. Seinen seit Mitte August 1896 amtierenden Kriegsminister Heinrich von Goßler wies er an, sich für die Verhängung des Belagerungszustands bereitzuhalten.
In ähnlicher Weise äußerte sich auch die Reichsregierung. Karl Heinrich von Boetticher, Staatssekretär im Reichsamt des Innern, behauptete Anfang Dezember 1896 vor dem Reichstag, der Streik der Hafenarbeiter sei unbegründet. Er stützte seine Argumentation dabei auf Lohntabellen, die ihm von Arbeitgeberseite zugespielt wurden. Carl Ferdinand von Stumm-Halberg, Großunternehmer der saarländischen Montanindustrie und freikonservativer Politiker, machte im Reichstag Stimmung gegen die streikenden Arbeiter. Er hielt diesen Ausstand für das Werk der SPD und der englischen Gewerkschaften, Gedanken an Verhandlungslösungen seien „Mumpitz“. Der Verein Deutscher Eisen- und Stahlindustrieller, eine bedeutende Interessenvertretung schwerindustrieller Unternehmer an Rhein und Ruhr, lobte öffentlich den Dienst, den die Hamburger Arbeitgeber dem Vaterland leisteten, denn „jeder selbst nur scheinbare Erfolg der Arbeiter“ würde die Gefahr internationalistischer Bestrebungen ihrer Organisationen „in bedrohlichster Weise steigern“.

### Schlichtungsbemühungen
Der Hamburger Senat verhielt sich zunächst passiv. Bis Ende November 1896 befasste er sich formell nicht mit dem Streik. Die Polizei allerdings besetzte vom 26. November an das Hafengelände und die Kais. Auch vor Arbeitsnachweisstellen wurden Polizeiposten aufgestellt, die Streikagitation hatte nach dem Willen der Obrigkeit hier zu unterbleiben. Gleichzeitig wurde etwa 1000 Italienern, die gewillt waren, als Streikbrecher zu arbeiten, der Zuzug verweigert. Das Ansinnen von Reedern, Marineeinheiten einzusetzen, wurde ebenfalls abgelehnt. Insgesamt folgte die behördliche Linie in dieser Streikphase einer Vermeidung von Eskalationen.
Die Initiative zu einer Verständigung ging nicht vom Senat aus, sondern von bekannten Persönlichkeiten. Senator Gerhard Hachmann, zuständig für die Polizei, Siegmund Hinrichsen, Präsident der Hamburger Bürgerschaft und Dr. Noack, Vorsitzender des Hamburger Gewerbegerichts, starteten am 29. November 1896 einen Kompromissversuch: Ein Schiedsgericht sollte eingerichtet werden. Mitglieder dieses Gremiums sollten neben ihnen selbst ein Arbeitgebervertreter sowie vier Vertreter der Arbeiterseite werden. Alle Seiten sollten vorab Beschlüsse, die von mindestens sechs Schiedsgerichtsmitgliedern getragen wurden, als bindend anerkennen. Die Arbeiter erklärten sich mit diesem Anliegen einverstanden. Anders die Unternehmer. Sie hielten es für das falsche Signal, Arbeitervertreter gleichberechtigt auf eine Stufe mit Vertretern des Bürgertums zu stellen. Ein Schiedsgericht hätte außerdem bedeutet, die Forderungen der Streikenden grundsätzlich als berechtigt anzuerkennen, selbst wenn über Feinheiten der Entgelte und Arbeitsbedingungen noch zu verhandeln war. Die Unternehmerseite spekulierte stattdessen weiter darauf, dass die Zeit gegen die Streikenden arbeiten würde. Die Arbeitgeber hofften auf das, was die Streikenden fürchteten: Die Streikgelder würden langsam versiegen, die Streikbrecher würden sich einarbeiten und auch das Arbeitskräfteangebot würde, bedingt durch die kalte Jahreszeit, merklich zunehmen. Öffentlich sprachen die Unternehmer davon, den Konflikt nicht als ökonomische Interessenauseinandersetzung zu verstehen, sondern als einen „Machtstreit“. Es kam ihnen in dieser Auseinandersetzung auf den entscheidenden Sieg, nicht auf einen Teilerfolg an.

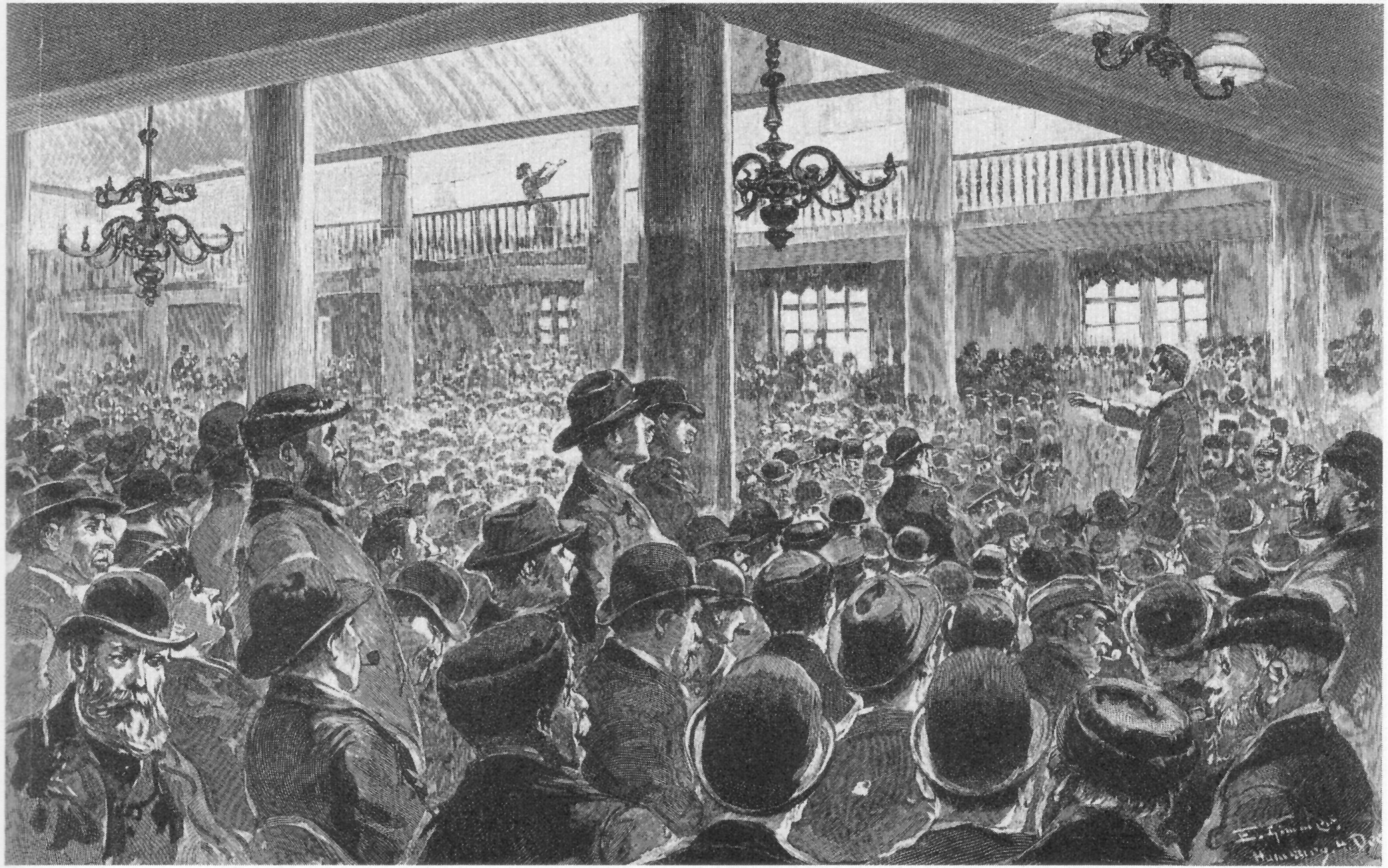
4. Dezember 1896: Versammlung der Staatskaiarbeiter im Saal English Tivoli in St. Georg. Holzstich von Emil Limmer, veröffentlicht in der Hamburger Illustrierte Zeitung 1896.

Diese Stellungnahme erbitterte die Streikenden und reduzierte ihrerseits die Bereitschaft zu Kompromissen. Stattdessen rief die Streikleitung nun den Generalstreik über den gesamten Hafen aus. Die sich verfestigenden Fronten, die Streikdauer, die unübersehbaren Probleme im Hafen sowie die finanziellen Streikfolgen bewegten den Senat zum Eingreifen. Er beauftragte am 4. Dezember 1896 eine Kommission von vier Senatoren – Hachmann, William Henry O’Swald, Johann Heinrich Burchard und Alexander Kähler – mit der Erarbeitung eines Lösungsvorschlags. Bei den Streikführern stieß diese Initiative auf Interesse. Ihnen war allerdings daran gelegen, dass im Rahmen der Kompromissfindung das Koalitionsrecht der Arbeiter anerkannt werden würde. Die Unternehmer blieben jedoch bei ihrer ablehnenden Haltung. Der Schiffbauunternehmer Hermann Blohm, einer der Wortführer im Unternehmerlager, machte deutlich, dass der Streik als eine Auseinandersetzung der staatserhaltenden Unternehmerschaft mit der Sozialdemokratie zu verstehen sei. Dieser Partei sei ein vernichtender Schlag beizubringen, wobei man Hilfe des Senats erwarte. Blohm wünschte einen Senatsaufruf, der das Vorgehen der Streikenden nachdrücklich missbilligte. Der Senat entsprach dieser Forderung nicht, sondern sondierte Möglichkeiten, über einen Senatsaufruf zur Wiederaufnahme der Arbeit und zu Verhandlungen zu gelangen. Dem Senat schwebte eine Erklärung vor, wonach nach Wiederaufnahme der Arbeit eine Untersuchung des Senats über die Beschwerden und Forderungen der Streikenden beginnen sollte. Die Arbeitgeber sollten dazu aufgerufen werden, alle Streikenden wieder einzustellen und auswärtige Streikbrecher entsprechend zu entlassen. Die Streikführer waren mit dieser Konzeption ebenso wenig einverstanden wie die Unternehmer. Die Arbeiterführer betonten, dass ein solcher Aufruf keineswegs die Wiedereinstellung der Streikenden und das Ausbleiben von unternehmerischen Repressionsmaßnahmen gegen Streikende garantieren könne. Für die Wiederaufnahme der Arbeit auf einer solch unsicheren Basis zu werben sei aussichtslos. Die Unternehmer ihrerseits wiesen den Gedanken direkter Verhandlungen mit den Gewerkschaften erneut zurück. Zugleich waren sie nicht auf Wiedereinstellung von streikenden Arbeitern festzulegen. Für sie kam allein die avisierte Senatsuntersuchung in Frage, wenn diese auch die Interessen der Unternehmer berücksichtigte. Allerdings forderten sie dafür, der Senat müsse die Kampfmaßnahmen der Arbeiter öffentlich missbilligen. Der Senat lehnte dieses Ansinnen der Unternehmer am 9. Dezember 1896 mit einer Mehrheit von zehn zu sieben Stimmen ab.

### Fortdauer des Streiks und Wintereinbruch
Der Streik dauerte an. Die Behörden neigten jetzt allerdings mehr und mehr der Arbeitgeberseite zu. Sie verboten den Streikenden den Zutritt zum Freihafengelände. Dort, wo Streikende in Gruppen zusammenstanden oder sich in der Nähe von Arbeitswilligen aufhielten, wurden sie von Polizisten auseinandergetrieben. Am 14. Dezember unterband der Senat Haussammlungen für die Streikenden. Die Gewerkschaften umgingen diese Maßnahme allerdings, indem sie Erklärungen verteilen ließen, in denen Spendenwillige die Sammler baten, zur Entgegennahme der Spende regelmäßig zu ihnen in die Wohnung zu kommen. Verdruss und Radikalität unter den Arbeitern nahmen dennoch zu. Teilweise griffen sie zu Sabotageakten. Immer wieder trieben nachts beladene Schuten, Barkassen und andere Wasserfahrzeuge führerlos im Hafenbecken und im Elbstrom. Streikende wurden verdächtigt, einen Dampfer, der Streikbrechern ein Notquartier bieten sollte, versenkt zu haben. Ein Lokal, das einem Schauerbaas gehörte, wurde verwüstet.
Der einsetzende Frost arbeitete gegen die Streikenden, denn die damit verbundene zunehmende Arbeitslosigkeit führte zum Absinken des Spendenaufkommens für die Hafenarbeiter. Arbeitslose Schiffer, Maschinisten und andere Arbeitskräfte der Binnenschifffahrt machten den Streikenden Konkurrenz. Außerdem ging das Schiffsaufkommen im Hafen zurück.
In dieser Lage gingen die Streikführer am 16. Dezember 1896 erneut auf den Senat zu und baten um Vermittlung. Die Unternehmer konterten, indem sie jede schiedsgerichtliche Lösung ausschlossen – diese wäre ein Sieg der Streikenden. Sie beharrten auf sofortiger Beendigung des Streiks, vorher waren sie nicht zu Gesprächen bereit. Der Senat schwenkte auf die Linie der Unternehmer ein. Auch er forderte am 18. Dezember öffentlich das sofortige Ende des Ausstands, erst anschließend könne es eine Untersuchung der Arbeitssituation im Hafen geben. Irgendwelche Zusagen an die Arbeiter machte der Senat nicht. Dennoch beschloss die Streikführung daraufhin den Abbruch des Streiks zu empfehlen. Sie sah ein Abbröckeln der Streikbereitschaft voraus. Zudem fürchtete sie, Kredite zur Finanzierung des Ausstands aufnehmen zu müssen, was die zukünftige Streikfähigkeit erheblich einschränken würde. Überdies erwartete sie Polizeiaktionen zur Durchsetzung des Streikendes und damit insgesamt eine Niederlage mit einer jahrelangen Lähmung der Arbeiterschaft. Die Streikführung konnte sich in den Streikversammlungen mit dieser Empfehlung nicht durchsetzen. Nur eine Minderheit von 3671 Arbeitern stimmte für das Ende des Streiks. Sie setzte sich überwiegend aus Kaiarbeitern und Ewerführern zusammen, die den Verlust von Dauerbeschäftigungsverhältnissen fürchteten. Die Mehrheit – 7262 Personen – lehnte am 19. Dezember die Empfehlung als Kapitulation ab. Sie glaubte weder daran, dass es keine Repressionen geben würde, noch erwartete sie Substanzielles von einer Senatskommission zur Untersuchung der Arbeitsverhältnisse.

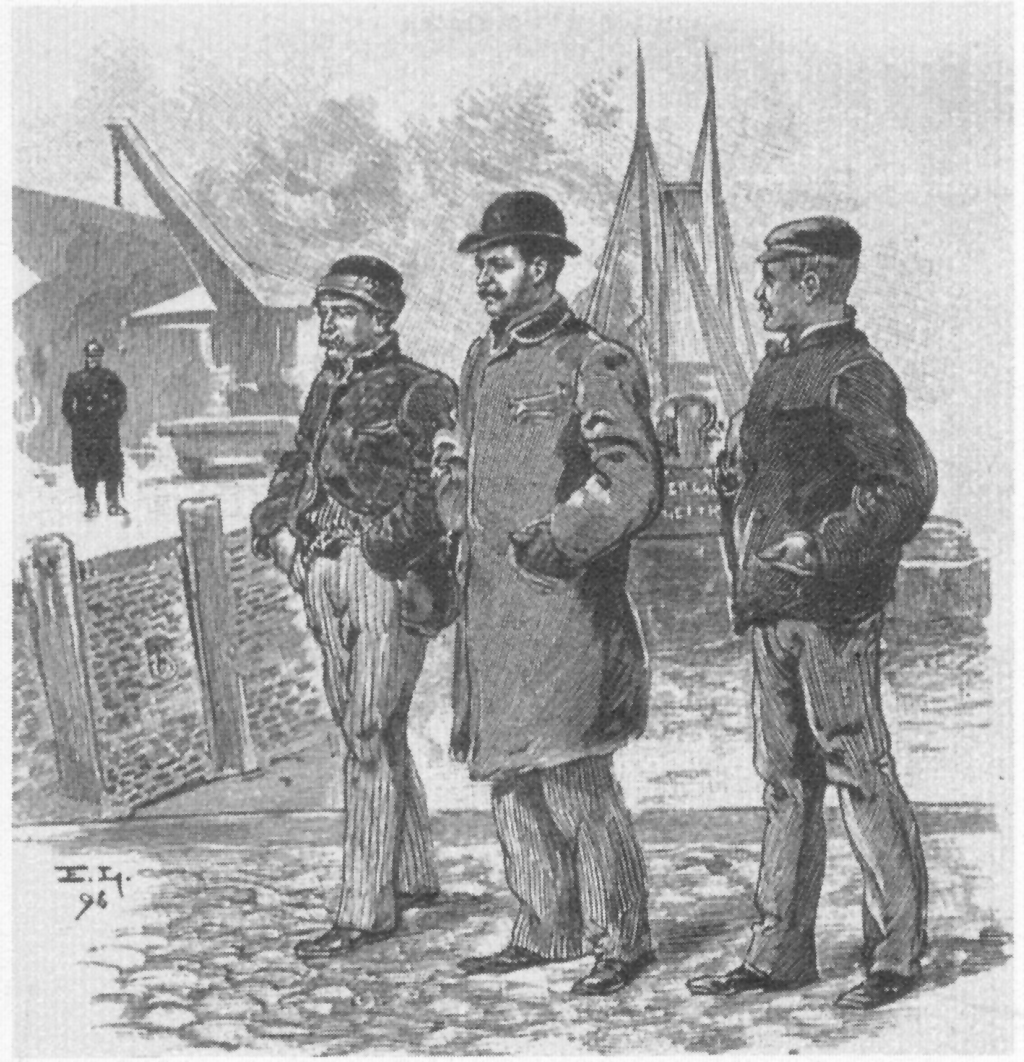
Streikposten im Hafen. Holzstich von Emil Limmer.

Der Streik wurde über die Weihnachtsfeiertage bis ins neue Jahr fortgesetzt, gleichfalls der Versuch, die Arbeitsniederlegung durch den Einsatz von Streikbrechern zu unterlaufen. Diese konnten an ihre Arbeitsplätze gelangen, weil es den Streikenden nicht möglich war, alle Maschinisten zum Ausstand zu bewegen. Diese Arbeitergruppe hatte schon über Jahre überwiegend Abstand von der sozialdemokratischen Gewerkschaftsbewegung gehalten. Viele Maschinisten, die täglich isoliert von anderen Arbeitergruppen im Halbdunkel des Maschinenraums arbeiteten, betrachteten sich eher als Kapitäne und Vertrauensmänner der Unternehmer. Die verbliebenen Maschinisten hielten die Beförderung im Hafengebiet jedenfalls notdürftig aufrecht. Die behördlichen Repressalien gegen die Streikenden verschärften sich weiter. Die Zahl der Festnahmen, Strafanzeigen und Strafbefehle gegen Streikende stieg sprunghaft an. Streikgelder wurden beschlagnahmt. Die Behörden verhängten Mitte Januar über das gesamte Hafengebiet den Kleinen Belagerungszustand, sodass es von den Streikenden nicht mehr betreten werden durfte.
Weil die Hafenarbeiter Mitte Januar 1897 trotz der mittlerweile mehr als sieben Streikwochen nicht zur Aufgabe bereit waren, begann innerhalb des Unternehmerlagers der Widerstand gegen die harte Linie zuzunehmen. Insbesondere die Reeder und die Exportkaufleute drängten auf eine Änderung der Marschroute. Sie befürchteten, dass ein für die nächsten Tage erwarteter Wetterumschwung zu einem erheblich gesteigerten Bedarf nach Be- und Entladungen neu ankommender Schiffe führen würde. Das hätte die Gewichte wieder zugunsten der Streikenden verschoben. Ein Ende des Streiks sei nach Einsetzen des Tauwetters kaum absehbar, die finanziellen Verluste drohten ins Uferlose zu wachsen. Der Arbeitgeberverband Hamburg-Altona schlug darum dem Senat – nicht den Streikenden – vor, dauerhaft einen behördlichen Hafeninspektor einzusetzen. Er solle künftig die Verhältnisse im Hafen überwachen und – wo nötig – mit Unternehmern und Arbeitern gemeinsam Verbesserungen herbeiführen. Bevor dies geschehe, sei die Wiederaufnahme der Arbeit allerdings Pflicht. Der Senat äußerte sich nicht zu dieser Initiative, wohl aber die Streikleitung. Es missfiel ihr zwar, dass erneut keine Garantien zur Wiedereinstellung, zum Verzicht auf Maßregelungen und zur Berücksichtigung ihrer Klagen und Beschwerden gegeben wurden, sie wollte die Verständigungschance aber nicht verstreichen lassen. Weil direkte Verhandlungen zwischen Gewerkschaften und Unternehmern jedoch in den Augen der letzteren ein Tabu blieben, trafen sich die gesprächsbereiten Kreise am 16. Januar 1897 in der Hamburger Börse. Die Ausgangslage für einen Kompromiss war verbessert, denn die Unternehmer hatten indirekt Verhandlungen mit Delegierten der Streikenden zugestimmt, zudem war der Ruf nach einem Hafeninspektor eine alte Forderung der Gewerkschaften. Die Vertreter der Streikenden pochten jedoch auf verbindliche Zusagen dafür, dass ihre seit Wochen vorgetragenen Forderungen nach dem Ende des Streiks tatsächlich umgesetzt werden würden. Für die Beilegung der Konfliktpunkte schlugen sie ein schrittweises und zeitintensives Verfahren vor. Trotz der gegensätzlichen Vorstellung über Bedingungen, Verfahren und Inhalte der Verhandlungen schien mit diesen direkten Kontakten ein schiedliches Ende des Konflikts in Reichweite zu sein.

### Ende des Streiks
Eine unvermutete Solidaritätserklärung von dritter Seite sorgte jedoch für eine erneute Verhärtung der Fronten und schließlich zum Scheitern der Einigungsinitiative, die am 16. Januar 1897 in der Börse in Angriff genommen worden war. Liberale Politiker und Hochschulprofessoren appellierten an die deutsche Bevölkerung, die Hamburger Hafenarbeiter zu unterstützen, sie erblickten in den Forderungen der Unternehmer die inakzeptable Absicht, die Gegenseite zur bedingungslosen Unterwerfung zu zwingen. Zu den Unterzeichnern des „Professorenaufrufs“ gehörten unter anderem Friedrich Naumann, Otto Baumgarten, Heinrich Herkner, Ignaz Jastrow, Johannes Lehmann-Hohenberg, Moritz von Egidy und Ferdinand Tönnies. Der Aufruf erbrachte zwar etwa 40.000 Mark an Spenden, die Unternehmer erbitterte diese Intervention jedoch ungemein, sodass innerhalb ihres Verbands nun die Hardliner wieder die Oberhand gewannen. Die Unternehmer lehnten darum am 21. Januar 1897 das von den Streikvertretern vorgeschlagene Verfahren der Konfliktbeilegung ab. Polizeidirektor Roscher betrachtete die Intervention der Professoren als einen „plumpen taktischen Fehler“, denn sie sei „im ungeeignetsten Moment“ gekommen. Die Streikleitung ihrerseits gab angesichts dieser Verhärtung im Unternehmerlager ihre Forderung nach Wiedereinstellung aller Streikenden auf. Dieses Entgegenkommen blieb aber wirkungslos, denn die Unternehmer antworteten nicht mehr auf Gesprächsgesuche.
Das Wetter sorgte für eine weitere, erhebliche Schwächung der Streikenden, denn das erwartete Tauwetter blieb aus. Der anhaltende Frost wirkte nun in der von der Streikleitung vorhergesehenen Weise: Die Zahl der zu versorgenden Schiffe blieb weiter klein. Die Zahl der Arbeitslosen stieg, was dem Spendenaufkommen abträglich war – am 26. Januar musste das Streikgeld um 3 Mark gekürzt werden. Durch die Einstellung des Schiffsverkehrs auf der Oberelbe konnten befähigte Arbeitskräfte für die Arbeit im Hamburger Hafen mobilisiert werden. Die lange Streikdauer verbesserte die Arbeitsleistung der Streikbrecher merklich, sie hatten sich mittlerweile eingearbeitet.
Ende Januar 1897 riet die Streikleitung darum zur bedingungslosen Einstellung des Arbeitskampfes. 72 Prozent der Stimmberechtigten lehnten diesen Vorschlag in einer Urabstimmung am 30. Januar 1897 ab. Erst eine Woche später, als der Streik nach elf Wochen mit 16.960 Streikgeld-Empfängern seine größte Ausdehnung erreicht hatte, entschied sich die Mehrheit von 66 Prozent der Abstimmenden für die bedingungslose und sofortige Einstellung des Streiks.
Noch am Tag der Streikbeendigung kam es zu gewaltsamen Auseinandersetzungen, insbesondere in der Hamburger Neustadt. Streikbrecher hatten Revolverschüsse abgegeben und damit provoziert, dass sich Tausende am Schaarmarkt sammelten. Sie lieferten der anrückenden Polizei Straßenschlachten. Die Polizeikräfte löste die Menge mit Waffengewalt auf, die Zahl der bei diesen Auseinandersetzungen verletzten Personen wurde auf 150 geschätzt. Auch in den folgenden Tagen kam es zu ähnlichen Tumulten. Ein großer Teil der Streikbrecher verließ unter dem Eindruck dieser offenen Gewalt fluchtartig die Stadt. Das erhöhte für die Streikenden die Chancen auf Wiedereinstellung.

## Ergebnisse und Folgen

### Triumph der Unternehmer und Repressionen
Während die Arbeiter eine totale Niederlage zu verdauen hatten, triumphierten die Unternehmer öffentlich. Sie hielten sich zugute, der „internationalen Sozialdemokratie“ einen kräftigen Schlag versetzt und die gestellte „Machtfrage“ für sich entschieden zu haben. Mit der demonstrierten Unnachgiebigkeit habe man nicht allein der Hamburger Wirtschaft und Schifffahrt einen Dienst erwiesen, sondern dem ganzen deutschen Erwerbsleben. Die „bürgerliche Ordnung, auf der das Wohl und Wehe all’ unserer Mitbürger ruht“, habe man zu verteidigen gewusst.
Die Reaktionen der Unternehmer beschränkten sich nicht allein auf publizistische Überhöhungen. Die Streikenden erfuhren das, was viele von ihnen befürchtet hatten. Sie wurden nur in seltenen Fällen wieder eingestellt. Viele Unternehmer forderten eine schriftliche Erklärung, mit den Streikbrechern Frieden zu halten. Einige Baase ließen sich die Nachweise der Gewerkschaftsmitgliedschaft aushändigen und zerrissen sie. Viele Arbeiter mussten geringere Löhne als vor dem Streik akzeptieren. Auch der Staat kannte als Arbeitgeber kein Pardon. Zunächst wurde keiner, der von den Staatskaiarbeitern gestreikt hatte, wieder eingestellt. Später mussten Wiedereingestellte schlechter bezahlte Stellen als Hilfsarbeiter akzeptieren. Der Posten des Kaidirektors wurde nach Ende des Streiks mit einem ausgewiesenen Gegner der Sozialdemokratie besetzt.

### Strafjustiz
Die Staatsanwaltschaft sorgte für gerichtliche Nachspiele. Mehr als 500 Streikende wurden angeklagt. Vorgeworfen wurden ihnen Bedrohung, Ehrverletzung, Misshandlungen oder Aufruhr. 126 der Angeklagten wurden bis Ende 1897 verurteilt. Die Gefängnisstrafen summierten sich auf über 28 Jahre. Hinzu kamen 227 Verurteilungen zu Geldstrafen.

### Liberale und konservative Schlussfolgerungen
Liberale Politiker sahen durch den Streik und seinen Ausgang die Notwendigkeit bestärkt, Schiedsgerichte und Schlichtungsstellen verbindlich vorzuschreiben. Mit diesem Instrument ließe sich die Eskalation von Arbeitskämpfen vermeiden. Konservative erblickten in den Ereignissen dagegen eine Chiffre für einen bevorstehenden Umsturz. Vor diesem Hintergrund seien konsequente Maßnahmen gegen die Sozialdemokratie notwendig. General Waldersee hielt die gewaltsame Auseinandersetzung des Staates mit den Kräften des Umsturzes für unausweichlich und riet dem Kaiser in einer Denkschrift, nicht zu warten, bis der Staat ernstlich bedroht war. Stattdessen sollte präventiv gegen die Sozialdemokratie losgeschlagen werden. Zumindest aber seien Gesetze zu erlassen, die die Organisation der Massen erschweren und Arbeiterführer massiv bedrohen würden. Wilhelm II. stimmte diesen Überlegungen zu und forderte seinerseits die Vernichtung der Sozialdemokratie. 1899 legte der Staatssekretär im Reichsamt des Innern dem Reichstag die sogenannte Zuchthausvorlage vor, die die Wirkungsmöglichkeiten der sozialdemokratischen Arbeiterbewegung durch massive Strafandrohungen einschränken sollte. Diese Gesetzesinitiative scheiterte jedoch an der Reichstagsmehrheit.

### Gewerkschaftliche Organisation nach dem Streik

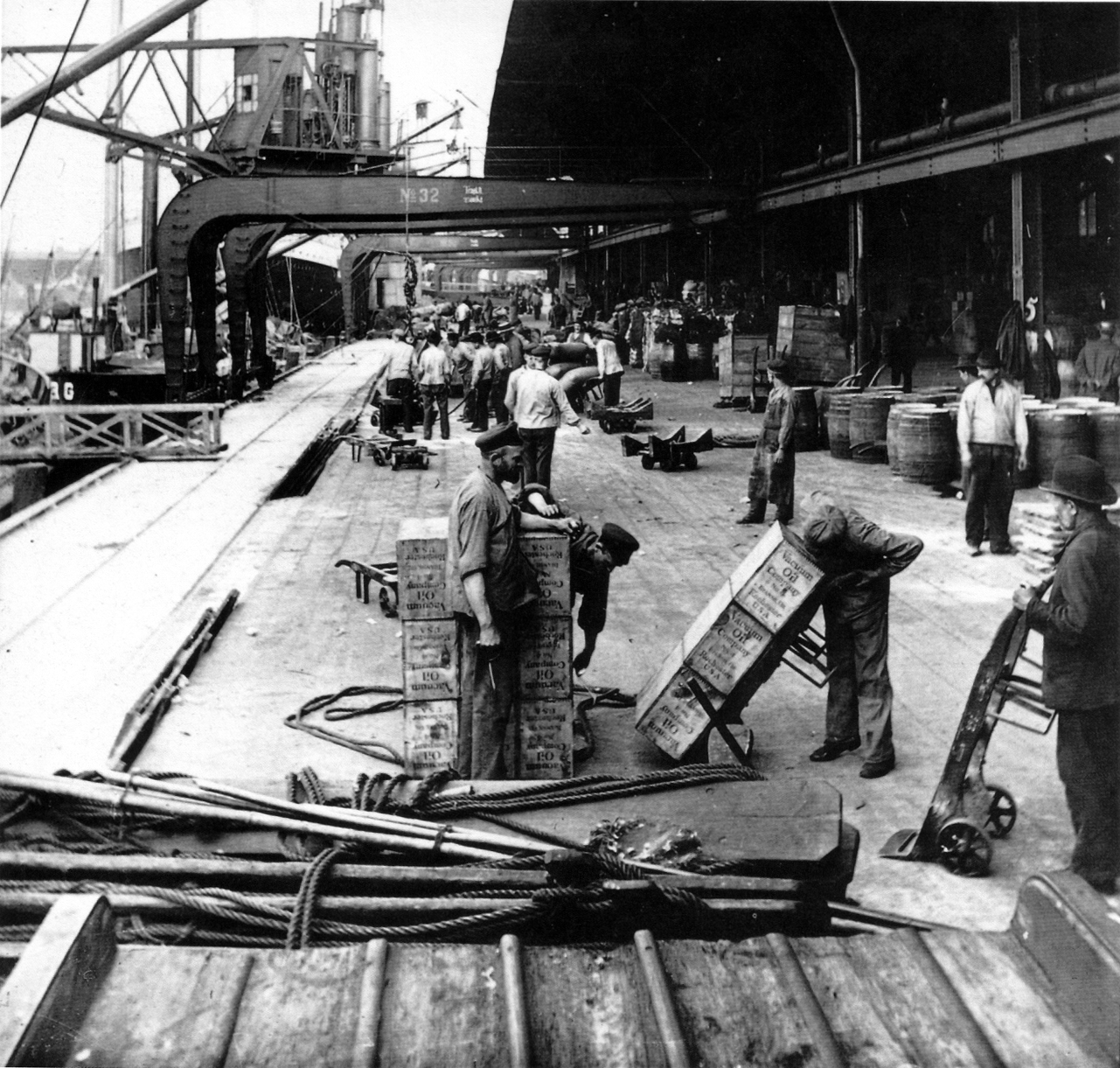
Kaiarbeiter im Hamburger Hafen um 1900. Vor dem großen Streik war ihr gewerkschaftlicher Organisationsgrad hoch, danach brach er ein. Foto von Johann Hamann, zirka 1900

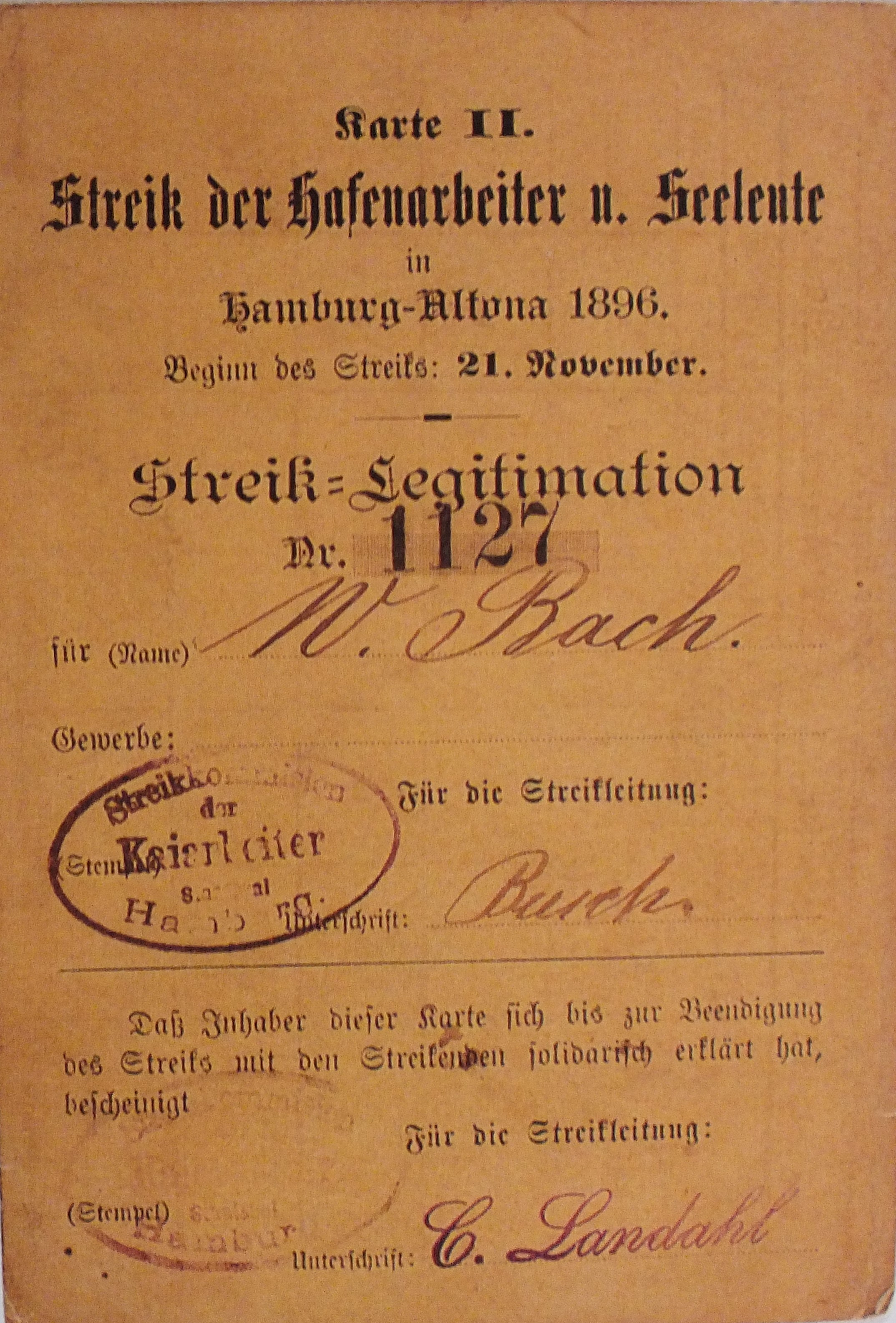
Streikausweis 1896

Die Streikführer betrachteten es als Defizit, dass Tausende von nicht gewerkschaftlich organisierten Arbeitern über den Beginn bzw. das Ende des Streiks mitentscheiden durften. Wäre das Mitentscheidungsrecht an eine Gewerkschaftsmitgliedschaft geknüpft gewesen, hätte sich vielleicht ein günstigerer Ausgang des Streiks ergeben – so die Annahme. Die schlimmste Befürchtung der Streikführer, die zugleich die größte Hoffnung der Unternehmer war, trat jedoch nicht ein: Die Hafenarbeiter demoralisierte ihre Niederlage nicht, sie begannen stattdessen, massenhaft in die Gewerkschaft einzutreten. Ende 1897 wurden über 6700 Mitglieder gezählt. Die Schauerleute gaben zudem ihren Lokalismus auf und schlossen sich wieder dem Hafenarbeiterverband an. Die Neigung zu Streiks sank jedoch vor dem Hintergrund der Niederlage von 1897 merklich. Ferner zerschlugen die Repressionsmaßnahmen nach dem Ende des Streiks den gewerkschaftlichen Einfluss unter den Staatskaiarbeitern. Gegenläufig zum Trend sank in dieser Arbeitergruppe der Organisationsgrad erheblich.

### Maßnahmen des Hamburger Senats
Der Hamburger Senat ließ sich nicht auf die scharfe Repressionspolitik ein, die Waldersee dem Kaiser angeraten hatte. Stattdessen bekräftigte er die Notwendigkeit einer schrittweisen Sozialreform. Bereits am 10. Februar 1897 wurden dazu erste Maßnahmen beschlossen. Der Senat berief eine Kommission, die die Verhältnisse im Hafen durchleuchten sollte. Diese Arbeitsgruppe widmete sich eingehend den Beschwerden der Arbeiter und ließ auch Stellungnahmen der Gewerkschaften zu, was nichts anderes bedeutete als ihre indirekte Anerkennung durch den Staat. Der vorgelegte Abschlussbericht schonte die Leser nicht, sondern wies deutlich auf die Missstände der Hafenarbeit hin. Ferdinand Tönnies bezeichnete den Abschlussbericht als nachträgliche Rechtfertigung für den Streik.
Die Arbeitgeber setzten einige – nicht alle – Anregungen der Untersuchung um. Löhne wurden fortan nicht mehr in den Kneipen ausgezahlt, sondern in Lohnbüros. Der Verein der Hamburger Reeder richtete einen zentralen Arbeitsnachweis ein, um auch hier die Abhängigkeit von Wirten und Zwischenunternehmern zu verringern. Die Tarife für den Fährverkehr im Hafen wurden verbilligt. Die Unternehmer stimmten auch dem Vorschlag zu, das Amt eines Hafeninspekteurs zu schaffen.
Zu den Folgen des Streiks gehörte ferner, die Sanierung des Gängeviertels in Angriff zu nehmen. Dieses Quartier galt nicht nur als Ort des Elends und des Lasters, sondern auch als Hort politischer Widersetzlichkeit. Die Sanierung zog sich allerdings über Jahrzehnte hin. Anfängliche sozialpolitische Überlegungen, die Wohnqualität für die ortsansässige Arbeiterbevölkerung zu steigern, spielten dabei rasch keine Rolle mehr, denn die wirtschaftlichen Interessen der Grundeigentümer, die in der Hamburger Bürgerschaft dominierten, setzten sich fast ungebrochen durch.

### Arbeitsbedingungen, Arbeitslöhne, Arbeitswege

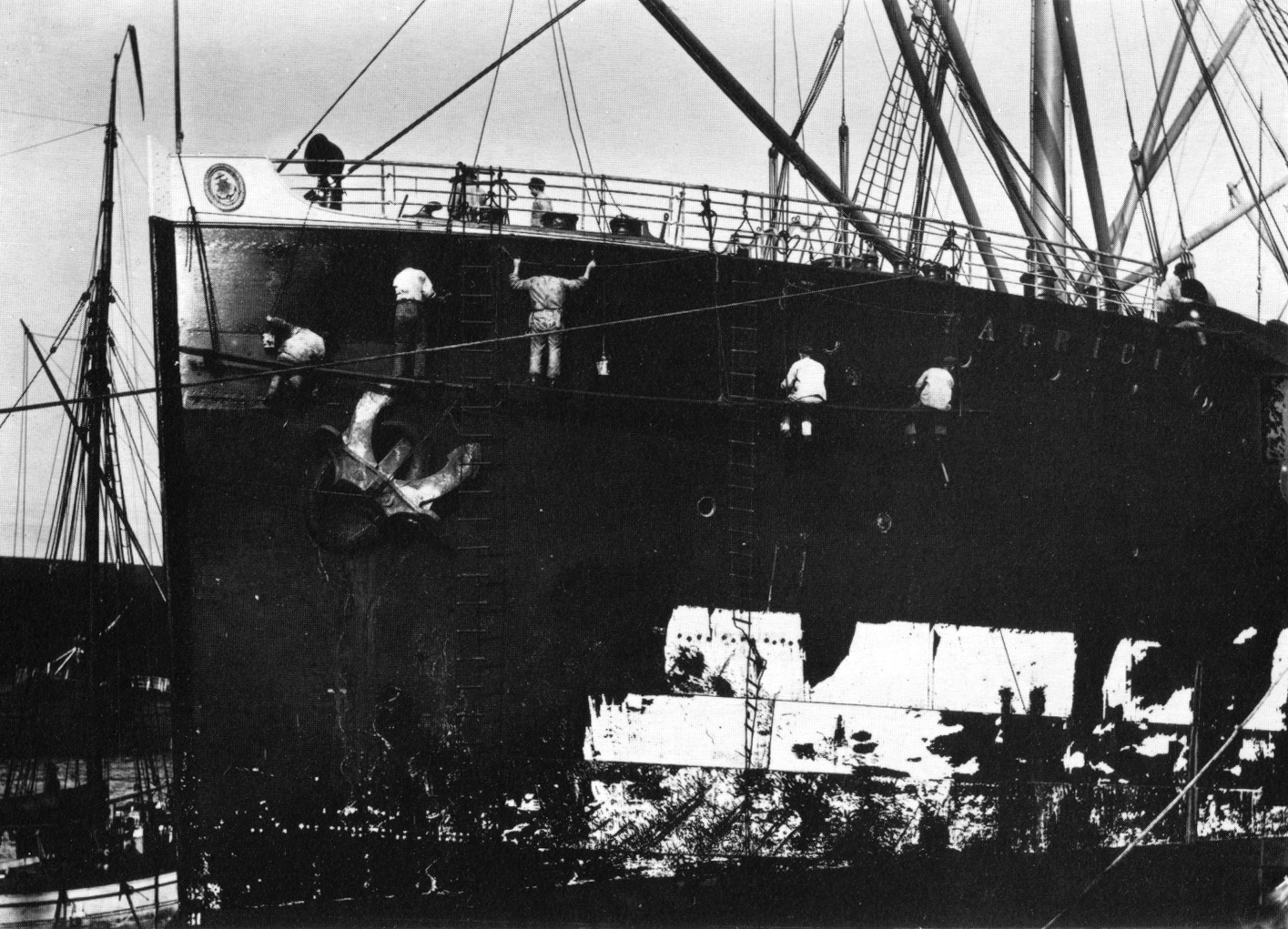
Hamburger Schiffsmaler beim Anstreichen des Dampfers „Patricia“. Stürze und Gesundheitsschäden durch die verwendeten Farben gefährdeten diese Berufsgruppe. Foto von 1900 von Johann Hamann.

Die Forderung nach einer Beschränkung der Arbeitszeit war gegen die Unternehmer nicht durchsetzbar. Auch ließen sie es sich nicht nehmen, jederzeit Nachtarbeit anordnen zu können. Erst 1907 wurde Schichtarbeit eingeführt, überlange Arbeitszeiten von bis zu 72 Stunden gehörten mehr und mehr der Vergangenheit an. 1912 wurde ein Normalarbeitstag von neun Stunden festgelegt, in der Praxis wurde allerdings oft länger gearbeitet. Auch die körperlichen Anstrengungen und die Gefahr von Arbeitsunfällen und gesundheitlichen Dauerbeeinträchtigungen blieben ständige Begleiter der Hafenarbeit.
Die Löhne wurden nur in einigen Bereichen erhöht, nicht aber durchgängig. Vielfach kam es zu Lohnsenkungen. Nach 1898 stagnierten die Löhne bis 1905. Auch als sie danach anzogen, blieben sie hinter dem Anstieg der Lebenshaltungskosten zurück.
Der Bau des Elbtunnels brachte 1911 eine Verkürzung des Arbeitswegs mit sich. Noch wichtiger war im selben Jahr die Gründung der Hamburger Hochbahn, die für körperliche Erleichterungen und erhebliche Zeitgewinne auf dem Weg zwischen den Wohnquartieren und den Arbeitsstätten an der Elbe sorgte.

### Dauerbeschäftigungsverhältnisse und Tarifverträge

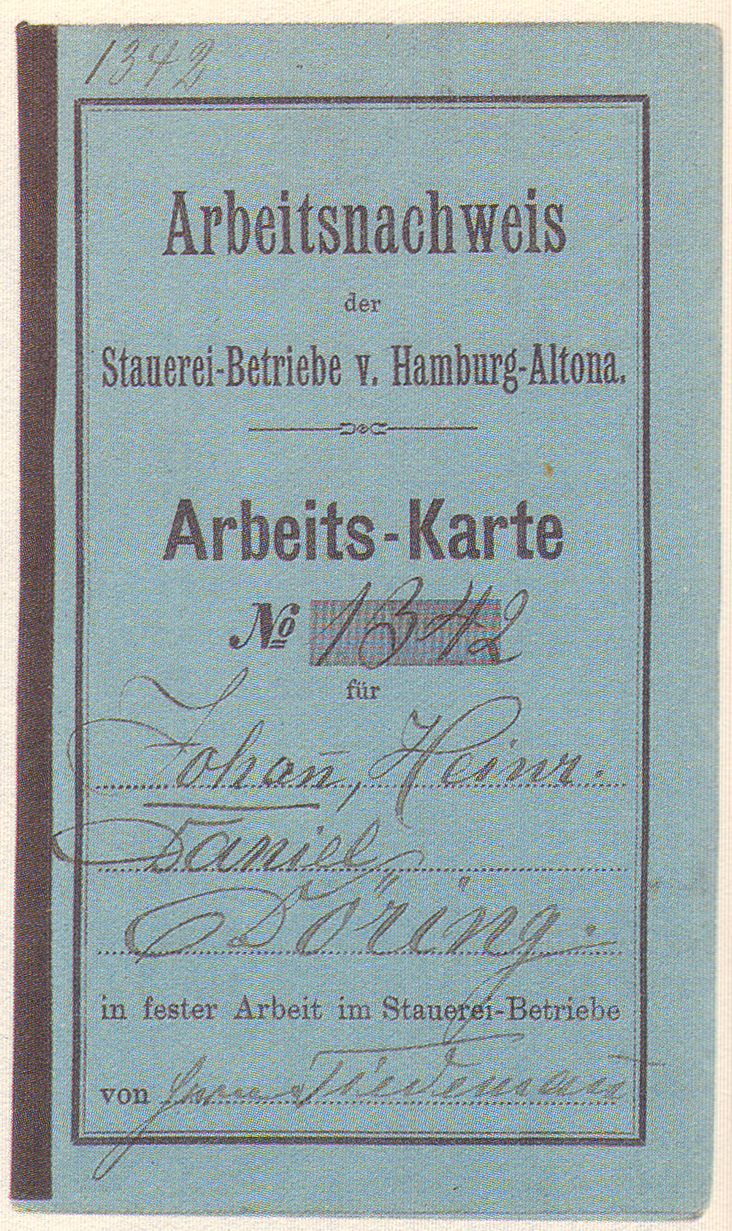
Arbeitskarte des privaten Arbeitsnachweises der Stauerei-Betriebe von Hamburg-Altona, ausgestellt auf den Gewerkschaftsführer Johann Döring.

Der Hafenarbeiterstreik wurde wesentlich durch unstetig beschäftigte Arbeiter getragen. Die Unternehmer zogen daraus in den Jahren nach dem großen Streik den Schluss, dauerhafte Arbeitsplätze anzubieten, um sich auf diese Weise eine höhere Loyalität der Arbeitskräfte zu sichern und um die Identifikation der Arbeiter mit der Tätigkeit und dem Betrieb zu stärken. Zumindest aber wollten sie über solche Arbeitskräfte verfügen, die vor einem Streik länger zurückscheuten, weil der Verlust eines Dauerarbeitsplatzes ein deutlich höheres Risiko barg als der Verlust einer nur tageweisen Beschäftigung. Vorreiter dieser Entwicklung waren die Kohlenimporteure und die HAPAG sowie ab 1906 die Hafenunternehmen, die sich zum Hafenbetriebsverein zusammenschlossen und denen es gelang, fast die gesamte Arbeitsvermittlung im Hafen durch ihren Arbeitsnachweis unter ihre Kontrolle zu bringen. Dieser Arbeitsnachweis wurde vor dem Ersten Weltkrieg  zu einer Bastion der Unternehmermacht im Hafenbetrieb und zum größten Arbeitsvermittlungssystem in Deutschland.
Dem Abschluss tarifvertraglicher Regelungen verweigerten sich die Unternehmer noch einige Zeit. Aber schließlich setzte auch hier ab 1898 schrittweise ein Umdenken ein. Die Macht der Gewerkschaften sei nicht zu übersehen, geschweige denn zu brechen. Statt eines gärenden Kleinkriegs sei ein Arbeitsfrieden auf kollektivvertraglicher Basis die bessere, weil stabilere und letztlich kostengünstigere Lösung. 1913 war das gesamte Hafengebiet tarifvertraglich erfasst.

## Rezeption nach Ende des Streiks

### Zeitgenössische Analysen
Die Härte des Arbeitskampfes hat schon Zeitgenossen veranlasst, umfangreichere Schriften zum Hafenarbeiterstreik zu verfassen. Dazu gehört die auf Polizeiakten beruhende amtliche Darstellung, die Gustav Roscher, wenig später Hamburgs Polizeipräsident, fertigte. Carl Legien schilderte die Vorgänge dagegen aus der Perspektive der Generalkommission.
Auch sozialwissenschaftliche Untersuchungen wurden sofort nach Streikende vorgelegt. Dazu zählen die Arbeiten von Richard Ehrenberg und Ernst Francke sowie vor allem die Darstellungen des Begründers der deutschen Soziologie Ferdinand Tönnies.

### Forschung
Mit deutlichem zeitlichen Abstand wurde der Streik zum Gegenstand einiger universitärer Abschlussarbeiten und Dissertationen.
Der Historiker Hans-Joachim Bieber hat zwei Studien zum Streik vorgelegt. Die erste stellt den Streikverlauf dar und arbeitet dabei die Reaktionen des Hamburger Senats heraus. Die zweite widmet sich in kompakter Form den Streikursachen, dem Streikverlauf und den Streikfolgen. Auch Michael Grüttner hat eine knappe Einzelstudie zum Hafenarbeiterstreik veröffentlicht. Der Historiker untersucht dabei die soziale Zusammensetzung der Hafenarbeiterschaft, ihre ökonomische Situation und ihr Organisations- und Streikverhalten, um die gewonnenen Erkenntnisse auf die Charakteristika des Streiks zu beziehen. Das Streikgeschehen wird in einer weiteren Untersuchung Grüttners, seiner Dissertation, eingebettet in die umfassende Betrachtung der Arbeits- und Lebensverhältnisse „an der Wasserkante“. Grüttner zeigt dabei, dass diese Verhältnisse zum einen Unterbeschäftigung und Armut erzeugten, zum anderen aber auch Freiheitsräume eröffneten, die über Jahre hartnäckig gegen die disziplinierenden Ansprüche industrieller Arbeit verteidigt wurden. Der Arbeitskampf von 1896/97 ist nach Grüttner nur ein Glied in einer langen Kette von Konflikten zwischen Hafenarbeitern und Unternehmern um Arbeitsbedingungen und Machtverhältnisse im Hafen. Die Studie macht zudem auf die ausgeprägte Konfliktfähigkeit der Hamburger Hafenunternehmer aufmerksam. Ihnen gelang es, bis zum Vorabend des Ersten Weltkrieges alle zentralen Auseinandersetzungen für sich zu entscheiden, ohne damit aber endgültig alle Streikbewegungen und freigewerkschaftlichen Gegenmacht-Bestrebungen unterbinden zu können.

### Fiktonalisierungen
Georg Asmussen, lange Zeit Ingenieur bei Blohm + Voss, baute den Streik in seinen 1905 erschienenen Roman Stürme ein, in dem insbesondere die Auseinandersetzung zwischen Streikenden und Streikbrechern thematisiert wird. Der Protagonist Hans Thordsen, selbst auf Seiten der Streikenden tätig, kritisiert vor allem, dass das Solidaritätsprinzip von wenig arbeitswilligen Drohnen ausgenutzt und missbraucht werde.
Eine andere Vermittlungs- und Deutungsform dieses Arbeitskampfes wählte der Regisseur Werner Hochbaum. Er drehte 1929 in Hamburg den Stummfilm Brüder, der die Ereignisse von 1896/97 in Erinnerung rufen wollte.

## Anhang